# 昆虫食
昆虫食（こんちゅうしょく、英語: Entomophagy, Insect eating）とは、ハチの幼虫、イナゴなど、昆虫を食べることである。食材としては幼虫や蛹（さなぎ）が比較的多く用いられるが、成虫や卵も対象とされる。先史時代から人類は昆虫を食べ、現在もアジア、中南米、アフリカなど124か国で一般的な食品として約20億人が2000種類以上の昆虫を食べている。昆虫食は、人間以外の霊長類を含む多くの動物に広く見られ、アリクイ、センザンコウなど、昆虫食が専門の動物だけでなく、キツネ、タヌキなどの雑食性の動物においても常に食べられている。昆虫は動物性タンパク質が豊富であり、牛肉や豚肉に代わる環境負荷が少ない食べ物としても期待されている。国連食糧農業機関（FAO）は、食糧危機の解決策として昆虫食を推奨し、世界経済フォーラム（WEF）も、気候変動を遅らせることができる代替タンパク源として注目する報告書を発表している。

## 歴史

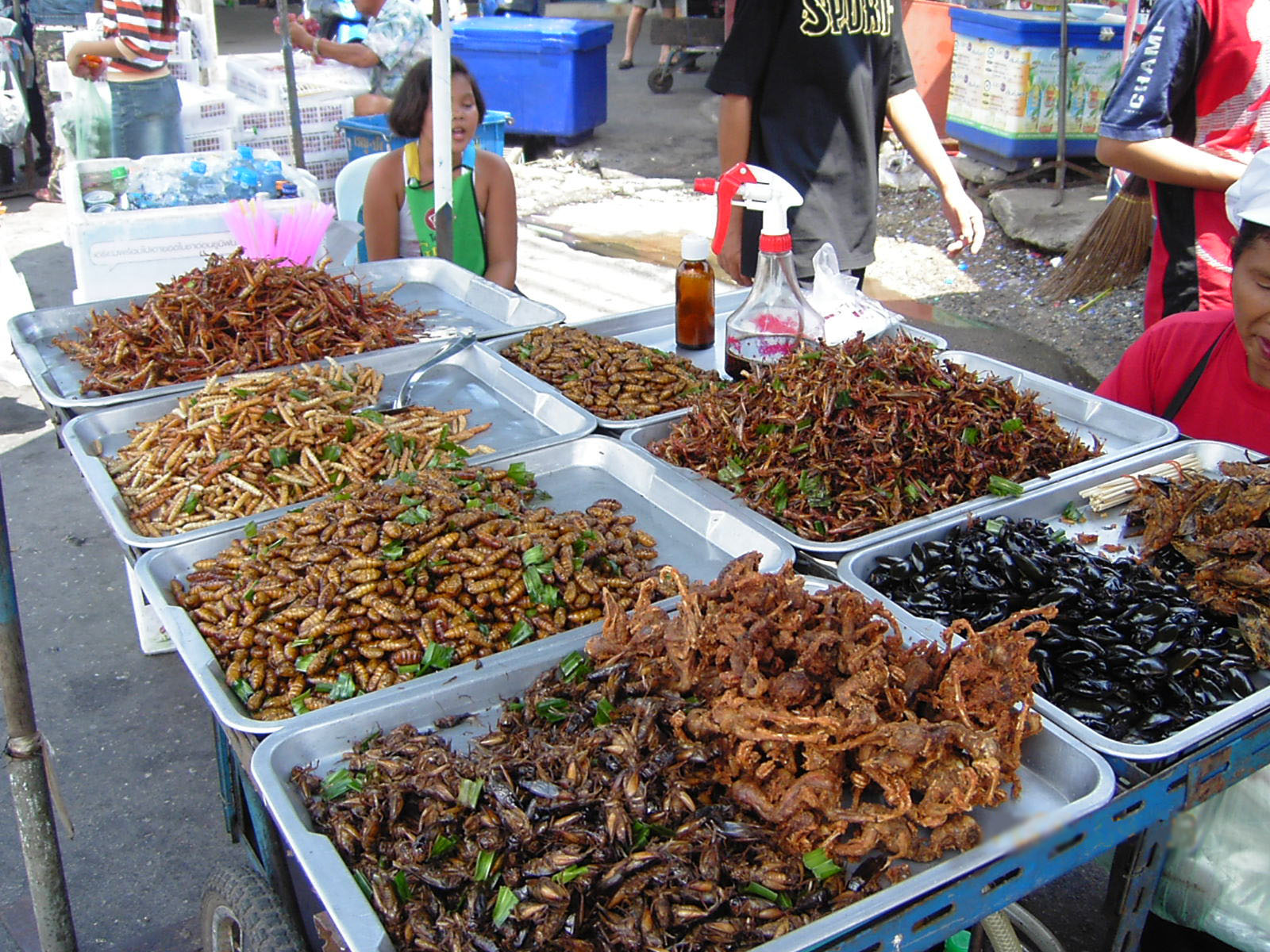
市場で売られる食用昆虫。イナゴ、竹虫、蛹、コオロギ、サソリ、ガムシ、タガメ。（タイ、バンコク）

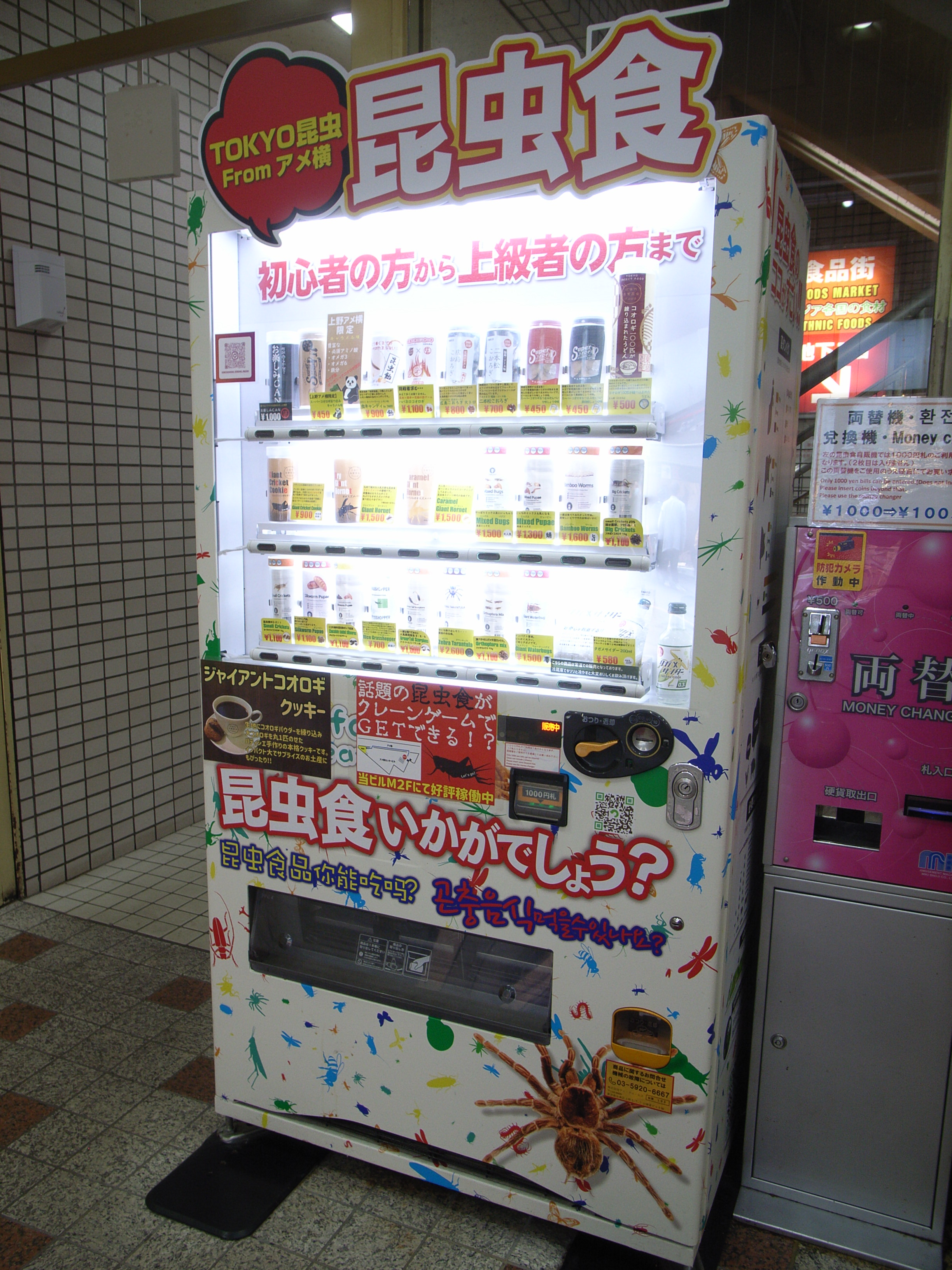
昆虫食缶詰の自販機（上野アメ横）

昆虫食は世界の各地で行われ、中国の『周礼』「天官冢宰」で「蚳醢」と呼ばれたシロアリの卵の塩辛で客をもてなしたとあり、ヨーロッパにおいても古代ギリシャや古代ローマでセミなどを食べたという記録が残っている。アフリカ諸国、南米のアマゾン、メキシコ、メラネシアなどの熱帯、亜熱帯地域などの多くの地域で常食されている。アフリカ北部などでは、しばしばサバクトビバッタが大発生により農作物を食い尽くされる蝗害が発生するが、こういう場合には、農作物の代わりにサバクトビバッタを緊急食料として食べ、飢饉の軽減が行われる。また、アジアにおいてもラオス、ベトナム、タイ、中国でタガメを食べたり、中国、東南アジアなどでセミを食べたりするように、一部の民族、または民族集団の一部が食べる例がある。日本においても同様で、群馬県、長野県、岐阜県、宮崎県などの一部地域において、地方の食文化として現存しているほか、土産物などとしても売られている。2008年現在、はちの子、イナゴの缶詰はともに1トン弱、カイコのサナギ300キロ、まゆこ（カイコのガ）100キロ、ザザムシ300キロが加工、製造されているという記録がある。文部科学省が定める「日本食品標準成分表2020年版」の肉類に、イナゴ佃煮とハチの子缶詰が記載されている。
現代社会では、一部地域、民族を除いて共通的、日常的には昆虫は食べられていない。西洋世界の多くにおいては、昆虫食は嫌悪の対象や原始的な習慣とする考えが存在し、歴史的にはエスノセントリズムの対象となってきた。西洋世界で昆虫食が定着してこなかった理由としては、他の家畜より魅力が少ないこと（例えば皮革や乳の源、労働力とならない）、温帯では昆虫の採集量が芳しくないこと、採集のみの不安定な栄養源であることから軽視され、農業の発展に伴い昆虫が害虫として忌避の対象にされてきたことが指摘される。現代の日本の生活様式においては一般的においしくない、気持ち悪いなどの心理的嫌悪が強い。

### 宗教的戒律
ユダヤ教ではイナゴ・バッタ類をのぞき、およそすべて昆虫がタブーとされる。（理屈では地を這う虫は不可、跳ぶバッタは可）。
イスラム教では一部学派を除き、昆虫食は基本的にタブー（ハラーム）の対象であるが、聖典ハディースに預言者ムハンマドがバッタを食べたとの記録があり、バッタは広くハラール食として許容されている。
キリスト教もセブンスデー・アドベンチスト教会など特定の宗教・宗派によっては特定の種類を禁じている。

### 現代
近年では地域固有の食文化として積極的に見直されている例もある。中国では、昔の質素な食事を再現した都市部のレストランで昆虫がメニューに載っていることがよくある。雲南省では、訪れた観光客が昆虫食を食べてみる姿をよく目にする。タイの都市部では、調理済みの昆虫を屋台やレストランで観光客や都市部の住民に売っている光景がしばしば見られる。
SDGsの一環として昆虫食が推進されている。EUでは2011年に新規輸入と区別するため在来の食用昆虫の種類を調べている。また、昆虫を食用家畜として捉えた場合、少ない飼料で生育可能なことなどから、資源が限られる宇宙などでも得られる動物性食物として優れており、将来、人類が宇宙ステーションに長期滞在する際や火星などへ移住する際の食糧としての研究もされている。国際連合食糧農業機関(FAO)はタンパク源として世界的な人口増加による食糧危機対策の一端を担う食文化として評価している。

### 日本における昆虫食

#### 江戸時代まで
安土桃山時代までは日本で昆虫食が行われていた事を示す明確な資料はないとされる。資料とされる事があるものに、10世紀に編纂された『本草和名』の直翅目の食用を示唆する記述があり、12世紀の『伊呂波字類抄』にも同様の記述がある。
江戸時代前期以降には昆虫食に触れた文献が見られるようになり、当時の記録にはイナゴ、カイコ、ガムシ、ゲンゴロウ、ハチの幼虫であるはちのこなどの例がある。

#### 明治時代から終戦まで
明治に入ると養蚕が盛んになるが、絹糸を取ったあとに残るカイコのさなぎが食用とされる事があった。
1919年(大正8年)には農商務省の三宅恒方が昆虫食の全国調査を行い、日本で食用とされる昆虫は55種類という結果が出ている。
この調査で特に広い範囲で食用とされていた昆虫はイナゴ、カイコ、はちのこ、カミキリムシの幼虫(鉄砲虫)で、他に地域によってはハチのさなぎや成虫、セミ、コオロギ、カマキリ、オンブバッタやショウリョウバッタ、ガムシ、ゲンゴロウ、トンボの幼虫及び成虫などの例があり、現代の日本では食べられなくなったものも多い。
最も多くの食用昆虫が挙げられた府県は長野県の17種類で、ついで山口県の12種類、山梨県の10種類である。一方で富山県、大阪府、香川県では昆虫食の報告は無かった。
太平洋戦争の際には食料難からそれまでイナゴやカイコを食べなかった地域でもこれらの食用が奨励された。

#### 戦後から現在
戦後もしばらく昆虫食は行われていたが、現代の日本では一般的ではなくなっている。経済成長によって良質なタンパク源である牛肉、豚肉、鶏肉や魚介類などが広く普及したこと、生活習慣や自然環境の変化などが指摘されている。
しかし現在でも一部地域ではイナゴ、はちのこ、カイコ、ザザムシなどを食用にする戦前からの文化が残っていて、これらは商品としても一般に流通している。
近年では食用昆虫は環境負荷が従来の家畜より小さいという説が注目されていて、日本でも2010年代後半以降、食用昆虫の養殖事業への参入が相次いでいる。例えば2022年1月現在、食用コオロギの養殖には少なくとも26社が参入、あるいは参入予定となっている。一方、黎明期の産業であり安全性や衛生面におけるルールがまだ制定されていないため、農林水産省が2020年10月に制定した「フードテック官民協議会」の「昆虫ビジネス研究開発ワーキングチーム」(WT)がルール作りに向けて取り組みを始める。取り組みは大阪府立環境農林水産総合研究所審議役の藤谷泰裕が代表となり、昆虫養殖・販売に携わる企業だけでなく畜産・養殖の専門家も参加する。ルールに法的拘束力はないが、顧客が安心して食べることができるように民間共通のガイドラインとして制定する事となっている。

## 栄養
昆虫の栄養価について、昆虫の血液に含まれるタンパク質（アミノ酸）は哺乳動物の肉のタンパク質のアミノ酸構成に似ている、昆虫の血糖はトレハロースであり栄養価が高い、昆虫の脂肪は現代人が日常的に食べる油に近い、昆虫はヒトが必要とするビタミンのほとんどが含まれる、ミネラルが含まれるといったことが判明している。優れた脂質を豊富に含み、健康にとって非常に重要な、カルシウム、銅、鉄、マグネシウム、マンガン、リン、セレン、亜鉛といった栄養素もたっぷりと含まれ、また、消化器系の健康にも寄与する食物繊維も含まれているとされる。加熱することで雑菌などの問題もなくなるので、食品としての摂取にはなんら問題はない。生態学的に見ると、昆虫が食べた植物のエネルギーを体質量（ボディマス）に変換する二次生産の効率は平均40%で、魚類の10%や恒温動物の1 - 3%に比べ非常に優れているため、昆虫類は生態学的および経済的に効率の良い動物性蛋白質の供給源となりうる。ただし、農地周辺から昆虫を採って食べる場合は、農作物を育てる過程で使用する農薬が昆虫に残留、蓄積している可能性があるため、健康への害に留意すべきである。同様に、肉食性ないし腐植食性の昆虫に対しても、あらかじめ絶食させたり内臓を取り去るなどして、内臓の内容物を除去しておく場合がある。

## 風味
ハチなどは同じく節足動物である甲殻類（エビ、カニ）に近い味がするとされる。はちのこは高級珍味として食され、特に秋はクロスズメバチの幼虫の旬で美味になる。
旬のムネヒロウスバカミキリの幼虫は『ファーブル昆虫記』でも試食して美味であった旨が記されている。日本でもテッポウムシは古くより美味であると言われる。昆虫は変態をするため、同じ種でも時期によって風味が変わり、美味な時期が限られるものも多い。
一般的に昆虫食では、羽根をむしったり、内臓を絞り出したりといった、おいしく食べるための加工がなされる。また、昆虫食の習慣がある地域でも、あらゆる昆虫を一年を通じて食べるわけではなく、特定の昆虫を旬の時期に食べる。「食べるものがないから虫を食べている」という見方は、正しくない場合が多い。

### 食上の注意点
昆虫の中には、線虫類やハリガネムシなど各種の寄生虫がいる例もあり、また雑菌や何らかのウイルスなど病原体を保有している可能性も考えられるため、生食するには他の野生動物同様危険性があり火を通すか完全乾燥、もしくは燻煙や塩蔵などの殺菌をしてから食すことが最適である。

## 関連食品

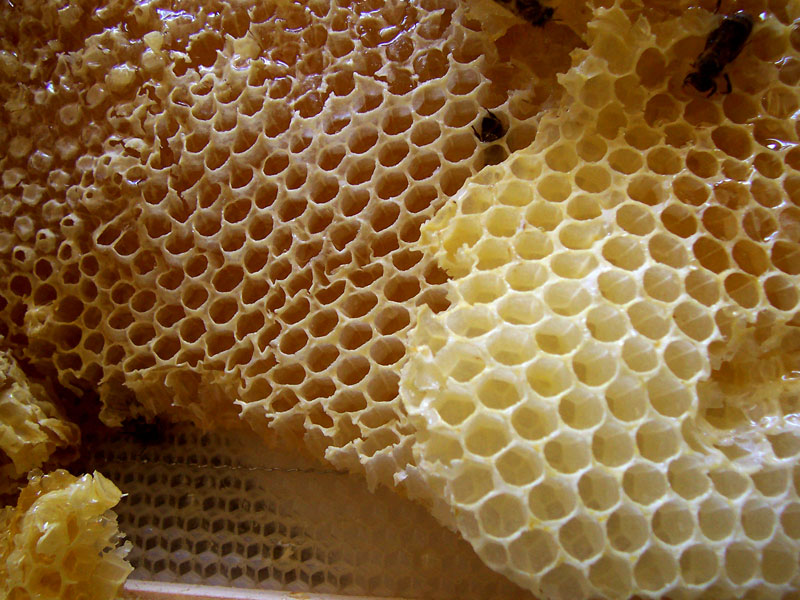
蜂の巣と蜂蜜

加工食品などに使われる着色料、光沢剤などの添加物に昆虫由来の成分が使われている場合もある。昆虫由来の着色料の中では、カイガラムシの一種エンジムシから採れる赤紫色のコチニール色素が最も有名である。蜂蜜はおそらく最も有名な昆虫関連の食品であるが、ローヤルゼリーのような昆虫の分泌物ではなく、植物由来の蜜がミツバチの酵素で変化したものである。
このほか、アリ、ガの幼虫、ゴキブリ、昆虫ではないがサソリ、ムカデなどを、蒸留酒に付けて、酒に溶け込んだ成分を飲む例もある。
オーストラリアでは、キジラミ科の昆虫が作る糖の被膜Lerp (biology)を採取して食用とした。

## 食用にされる主な昆虫と常食する地域

### カメムシ目

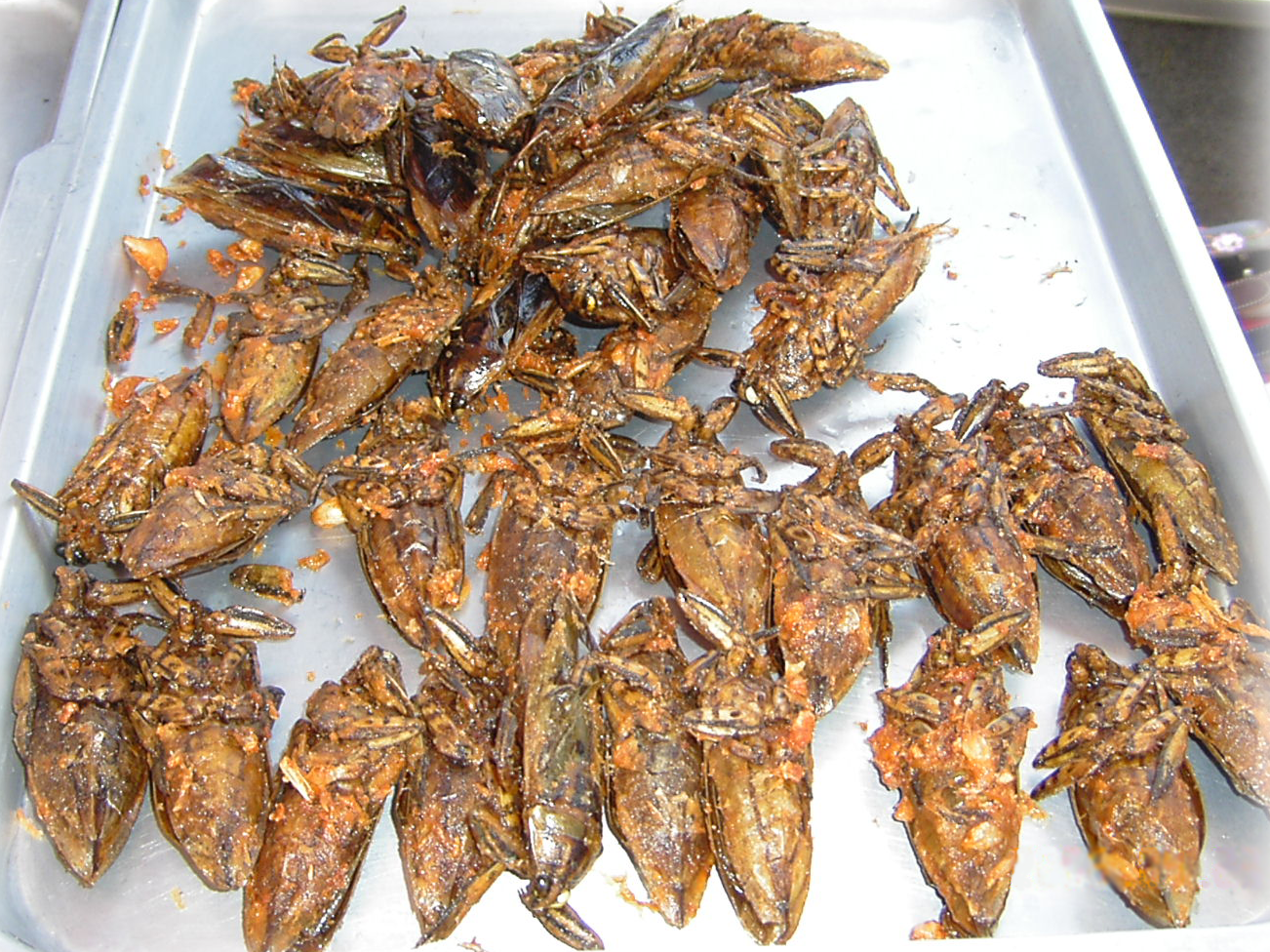
油で揚げたタイワンタガメ、タイ

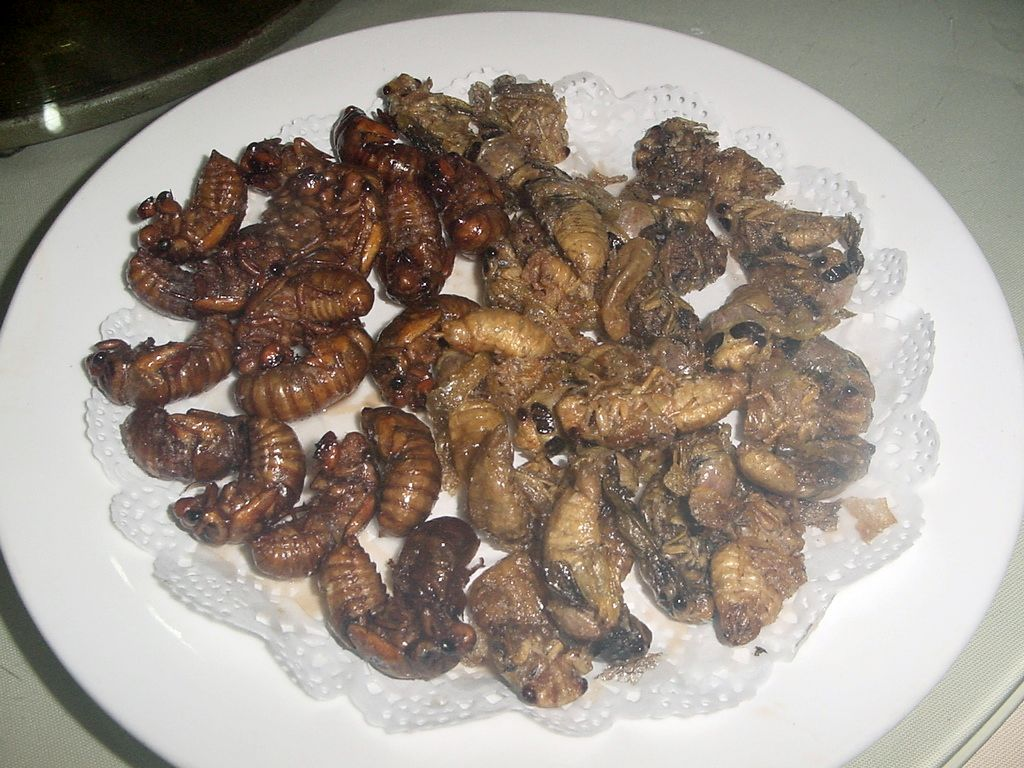
山東料理のスジアカクマゼミの素揚げ2種

タガメ
主にタイワンタガメなどの大型の種を用いる。タイワンタガメの雄の成虫にはキンモクセイにも似た芳香があり、珍重される。ベトナム、タイ（メーンダーと呼ぶ）、中国広東省（桂花蝉、クワイファーシムと呼ぶ）、台湾（田龜、ティエングイと呼ぶ）など。タイではすり潰したペーストが調味料として売られているほか、魚醤の香り付けに使われる例もあり、昆虫食文化に乏しい首都バンコクでも人気がある。タガメの香りを再現した化学調味料も市販されている。
カメムシ
メキシコでは人気が高い。生食が多い。ラオスで、そのままや炒め物、素揚げで食べる。南アフリカ共和国では、湯をかけて臭い分泌液を出させてから、塩茹でし、干してそのまま食べる。炒めるなど、料理に使うこともある。
セミ
中国河南省、山東省、雲南省などや東南アジアなどではセミの成虫や幼虫を食べる例がある。河南省では主に土から出たばかりの、羽化前の終齢幼虫（セミは蛹にならない不完全変態である）を捕まえて、素揚げにして塩を振って食べる。山東省では、河南省と同様の方法の他、羽化前の終齢幼虫を煮付けにしたり、揚げたり、炒めたりして食べる。雲南省のプーラン族は夕方に弱ったセミの成虫を拾い集め、ゆでて羽根を取り、蒸してからすり潰して、セミ味噌を作り食用にする。このセミ味噌には腫れを抑える薬としての作用もあるという。アメリカ合衆国ではジュウシチネンゼミが大発生する年には、羽化したばかりの成虫を揚げて食べる者もいる。日本でも沖縄県や奈良県の一部地域では、セミを焼いて食べる習慣がある。長野県にある園芸試験場で、アブラゼミの幼虫を缶詰にしたものを試作したことがある。2020年の夏、東京の公園に「公園で食用その他の目的でセミ等を大量捕獲するのはおやめください」という注意書きが貼られ、話題になった。
カイガラムシ
ユダヤの戒律では工芸素材としてのカイガラムシも設けられているが、教義上は虫とは認識されなくても、聖書に登場するマナの正体は、ギョリュウの樹液を吸い甘露を生じさせるカイガラムシ（コナカイガラムシ科のTrabutina mannipara）であるという、生物学的な一推論がある）。「マナ」の類に、ギャズというイラクの菓子があり、これはキジラミ科 Cyamophila astragalicola 種がマメ科ゲンゲ属 Astragalus brachycalyx の汁を吸った甘露を原料とする。

### コウチュウ目
ゲンゴロウ
中国広東省・広西チワン族自治区（龍蝨、ロンサッと呼ぶ）・ベトナムなどでゲンゴロウ属など大型の種を煎ったり炒め煮にすることが多い。トビイロゲンゴロウ・ヒメフチトリゲンゴロウ・コガタノゲンゴロウなどに加え、日本では絶滅のおそれのある野生動植物の種の保存に関する法律（種の保存法）に基づき国内希少野生動植物種指定を受け保護されているフチトリゲンゴロウも中国・東南アジアでは食用に供されている。
日本では代表種のゲンゴロウ（通称ナミゲンゴロウ）が一部地域（長野県や東北地方など）で食用にされる。農商務省農事試験場技師だった三宅恒方の1919年の調査では岩手県、秋田県、福島県、千葉県、山梨県、長野県、岐阜県などでの食用の記録が残っている。
ガムシ
タイ、カンボジアなどで、素揚げにして食べる。
タマムシ
タイ北部では、成虫を油で揚げ、羽根を取って食べる。きれいな羽根は装飾品にも利用される。
ゴミムシダマシ

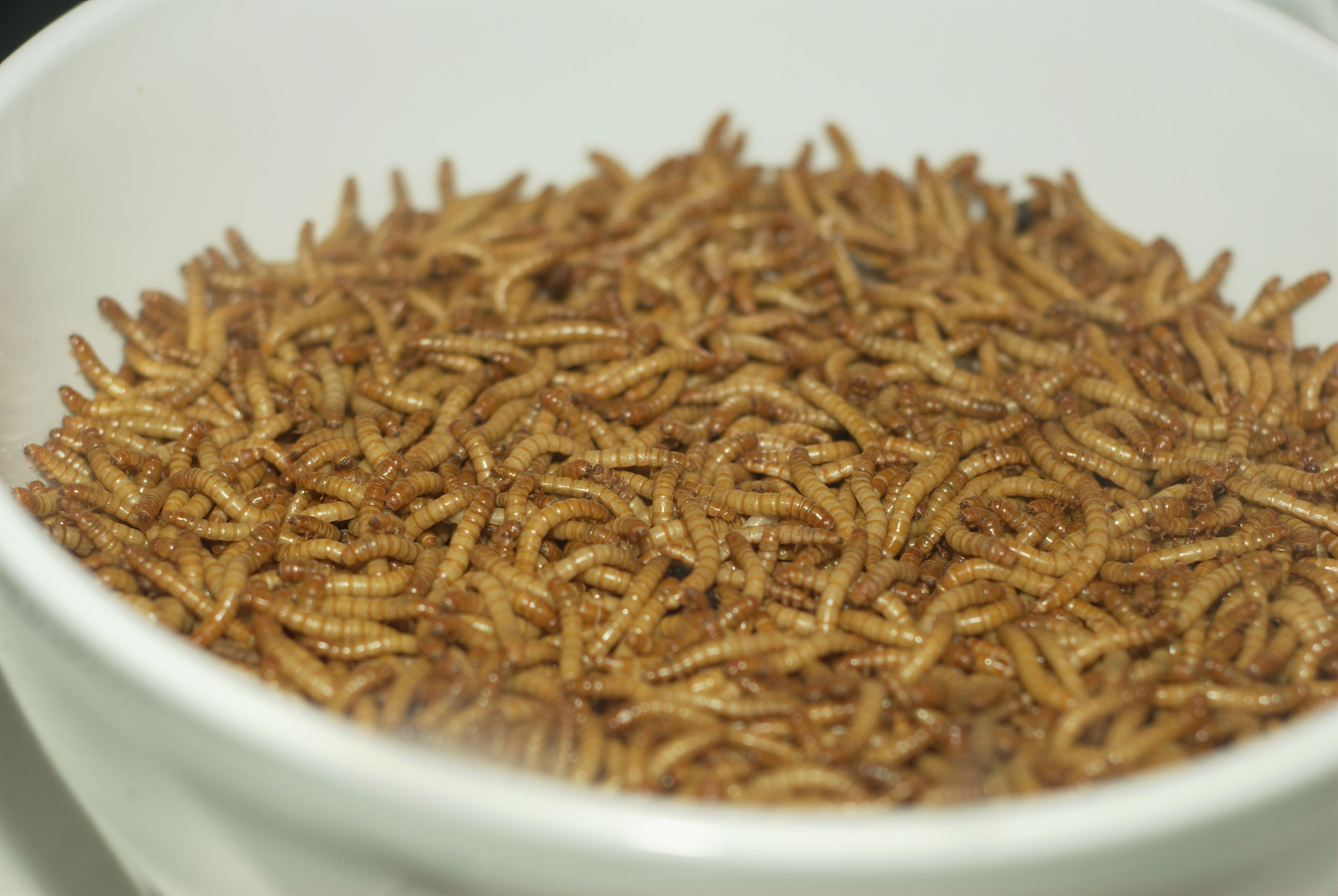
ミールワーム - ゴミムシダマシの幼虫

幼虫（ミールワーム）は小鳥の餌にされるが、これを入れたキャンディーがアメリカ合衆国などで作られている。ただし、ゲテモノとして罰ゲーム的な食べ方をすることが多い。中国雲南省では、「竹虫」の代用品として、幼虫を素揚げし、塩をまぶして販売している。
カミキリムシ
シロスジカミキリやゴマダラカミキリの幼虫は木の内部に穴を開けて育ち、テッポウムシとも呼ばれる。木を枯らす原因ともなるが、薪などを割っている際に幼虫が発見されることがあり、世界各地で食べられている。大きくて美味とされ、紀元前後のローマでは食用に小麦粉で養殖していた（『博物誌』）。日本でも林業・農業地域などでは、焚き火などで焼いて食べることがある。オーストラリアではウィッチェティ・グラブの一種とされる。
コガネムシ
タイやラオスでは、マグソコガネ亜科など糞虫と呼ばれる糞食性の甲虫の、蛹になる直前の幼虫を生で食べたり、煮物にしたりする。
クワガタムシ科
ニューギニア島の住民はパプアキンイロクワガタを脚・翅をむしり取り腹部を食べることがある。
ゾウムシ
サゴヤシのデンプンを常食する人々は、サゴヤシの幹の中に棲むヤシオオオサゾウムシの幼虫を食用とする。
ヨーロッパコフキコガネ
農業・林業で深刻な被害を出す害虫。フランスやドイツではCockchafer soupや幼虫のバター炒めを食べた。

### チョウ目

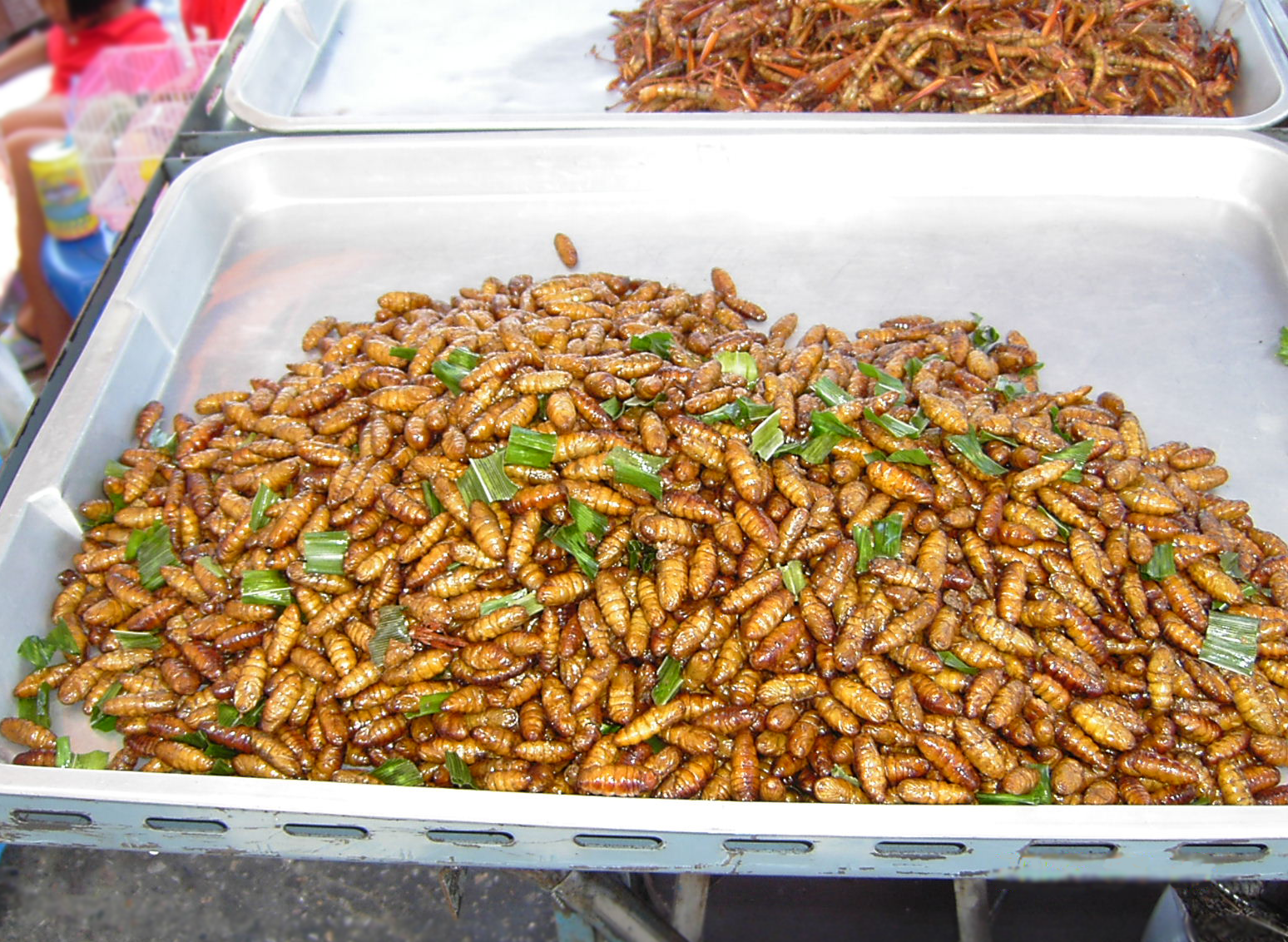
油で揚げたカイコガもしくはスズメガの蛹、タイ

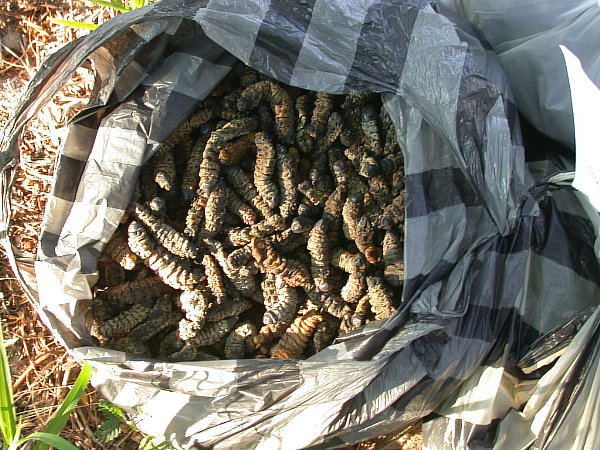
干したモパネワーム

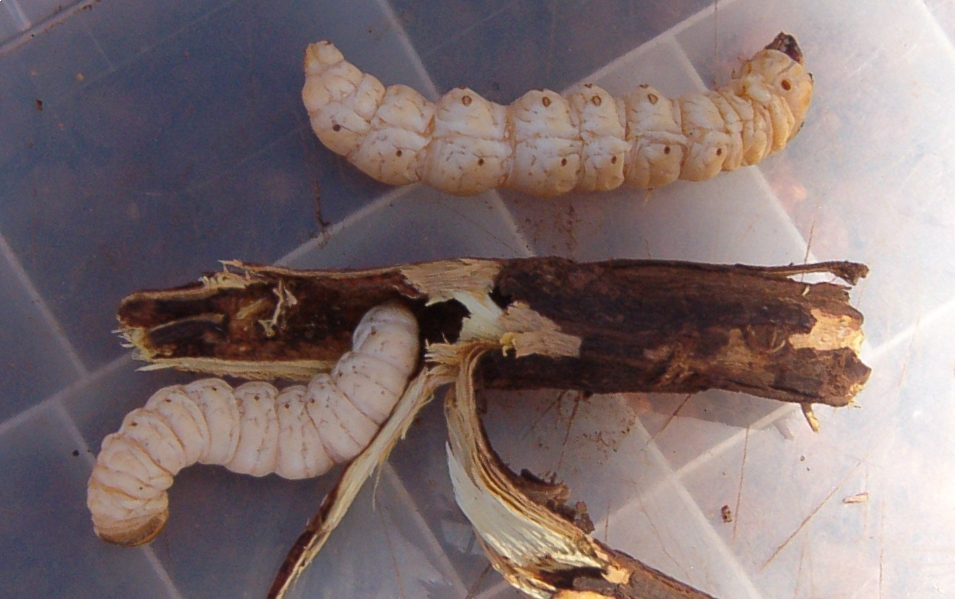
ウィッチェティ・グラブ

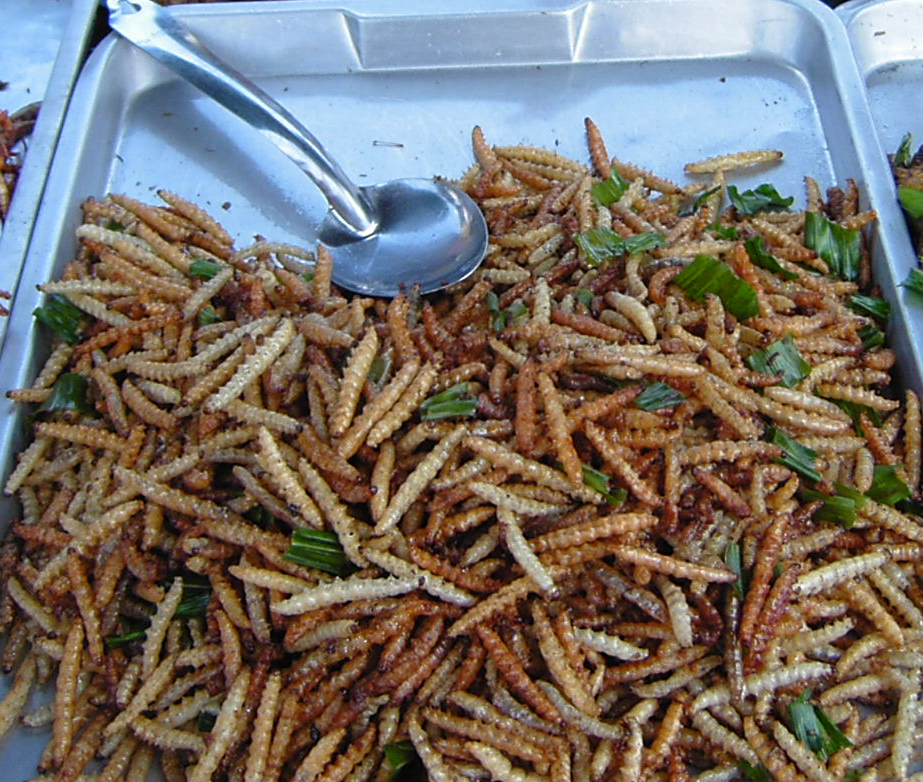
油で揚げた竹虫、タイ

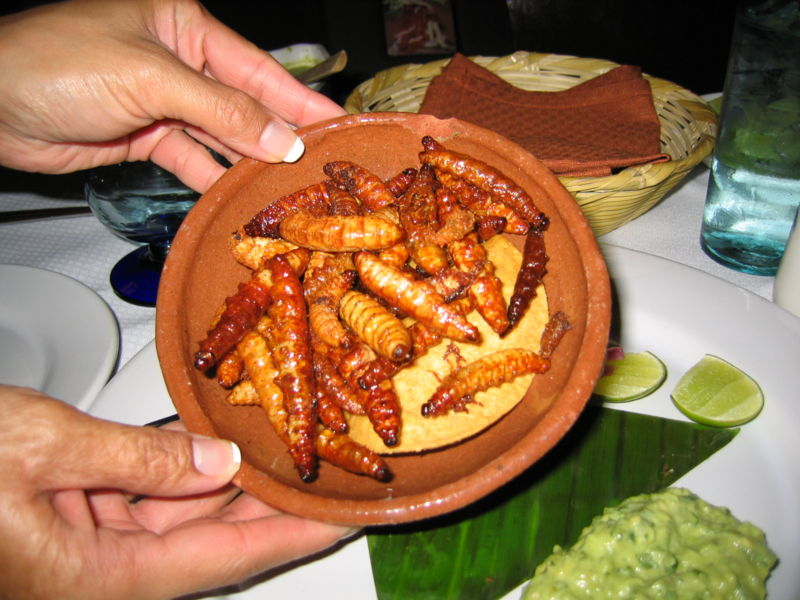
酒のつまみのグサノス・デル・マゲイ（リュウゼツランにつくガやゾウムシの幼虫）、メキシコ

カイコガ
絹糸を生産する時に出た副産物である蛹を揚げたり、煮付けにしたりすることが多い。韓国（ポンテギと呼び、缶詰もよく売られている）、中国山東省（蚕蛹〈ツァンヨン〉と呼ぶ）、広東省（蚕蛹〈ツァームヨン〉と呼ぶ）など、ベトナム、タイ北部・北東部などで食される。日本でも長野県、群馬県などの養蚕地域で広く食されており、一部の養蚕業者で製造された佃煮は今でも販売されている。味や歯応えにはかなり癖があるため、好き嫌いが大きく分かれる。
ヤママユガ
南部アフリカではヤママユガ科モパネガ (Gonimbrasia belina) の幼虫をモパネワームと呼んで食用にする。幼虫を捕まえて腸管の中身を抜いてから干したり、燻製にする他、缶詰にも加工される。加工したモパネワームはそのまま食べる他、かりっと油で揚げたり、水で戻してからタマネギやトマトと一緒に調理することもある。中国では、サクサンをカイコガのように絹糸を取るために飼育しており、蛹は「柞蚕蛹」（ジャーツァンヨン）と呼ばれ、北京を含む華北地方で食用にされる。ネイティブ・アメリカンの間でもよく食べられている。
スズメガ
中国山東省では、トビイロスズメ（豆天蛾、ドウティエンオー）の幼虫を「豆蚒」（ドウダン）や「豆虫」（ドウチョン）と呼んで、幼虫を食べる。無農薬栽培の大豆畑で採集する。江蘇省では、1ヘクタール当たり300 kgも採れ、市場で売ると数千人民元の売上げになる例もあるという。
ボクトウガの幼虫、ヤガの幼虫
オーストラリアのアボリジニはウィッチェティ・グラブ (Witchetty grub) と総称する芋虫のひとつとして食べ、貴重なタンパク源としている。潅木の根元から掘り起こされ、そのまま木を燃やした灰の中に放り込み、蒸し焼きにして食べる。
ヤガの幼虫はボゴン・モス (Bogong moth) と呼ばれ、大量に採れる時期、場所があるので重宝される。
コウモリガ
オーストラリアのアボリジニはウィッチェティ・グラブの一種として食べている。
フユムシナツクサタケが寄生した状態の冬虫夏草としては、中国青海省、四川省、雲南省、朝鮮半島などで獲られ、干してからアヒルなどと煮込んで食べられている。ただし、外観こそ「蛾の幼虫にキノコが生えたもの」であるが、内部は菌体の詰まったものであり、正確には昆虫とはいいがたい。漢方薬としても利用され、抽出したエキスが健康ドリンクなどにも用いられている。
ツトガ、メイガ
中国雲南省、タイ北部などで、竹の中に棲む幼虫を「竹虫」（ジューチョン）、「ロッドゥアン」、蛹を「竹蛹」（ジューヨン）と呼んで食用にする。塩水で下味をつけて、炒めたり、揚げたりする。
モンクロシャチホコ(サクラケムシ)

### ハチ目

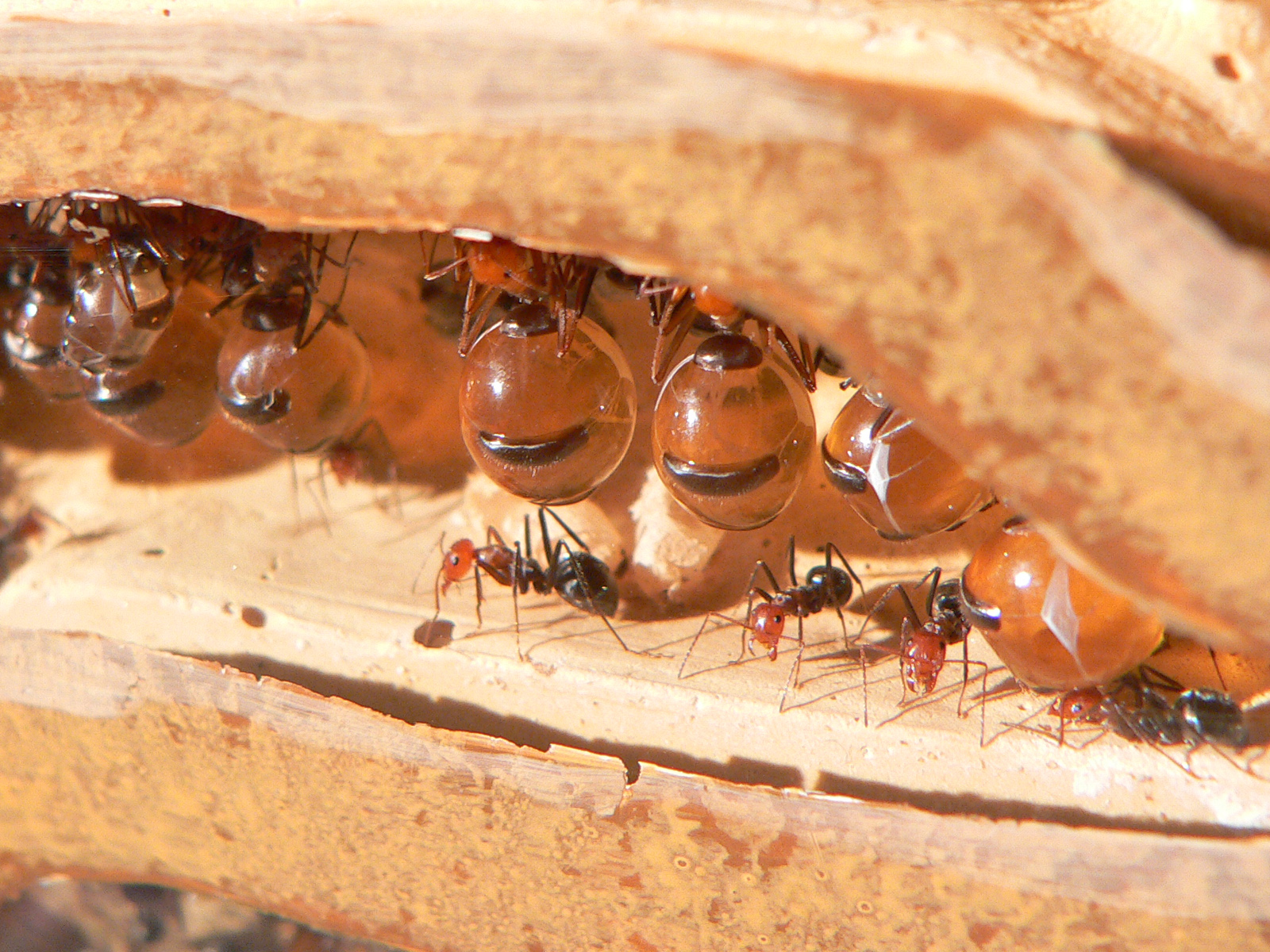
ミツツボアリ

ハチ
スズメバチなどの幼虫を生で、成虫を佃煮などの煮付けで食べる。日本では長野県や岐阜県、宮崎県などで行われている（はちのこを参照）。また、成虫を素揚げにして塩をまぶしたものを中国雲南省などで食べる。
アリ
成虫を食用、薬用に用いる。中国の薬膳料理に、揚げ胡麻団子ならぬ、揚げアリ団子がある。タイ、ラオスなどの東南アジアでは、成虫とカイモッデーン（蛹、しばしば卵と呼ばれている）を用いた、アリのスープがある。メキシコでは、アリでサルサを作る。蟻酸を持ち、酸味があるため、調味料的な使い方をする民族もある。アリを入れたチョコレート菓子のチョコアンリというものも存在した。強心効果、強精効果があるといわれている。
ツムギアリ
植物の葉で樹上に巣を作るので採りやすく、タイ北部では幼虫、蛹、成虫の区別なく、同時に生で食べるが、その方が甘酸っぱい味の調和が取れるという。
ハキリアリ
コロンビアのサンタンデール県では、ハキリアリをローストしたものが常食されている。媚薬の効果があるとされる。
ミツツボアリ
働きアリのうち貯蔵アリには前腸に蜜を蓄える性質があり、オーストラリアのアボリジニが菓子代わりに腹部のみを噛みちぎって食べる。

### バッタ目

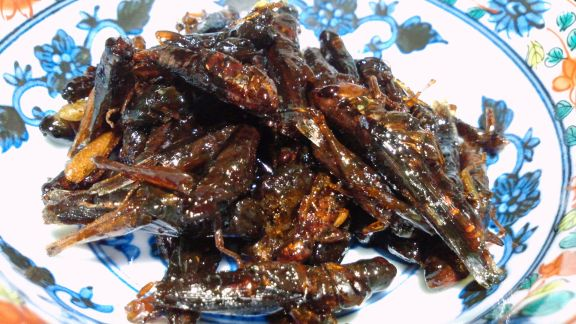
いなごの佃煮（日本）

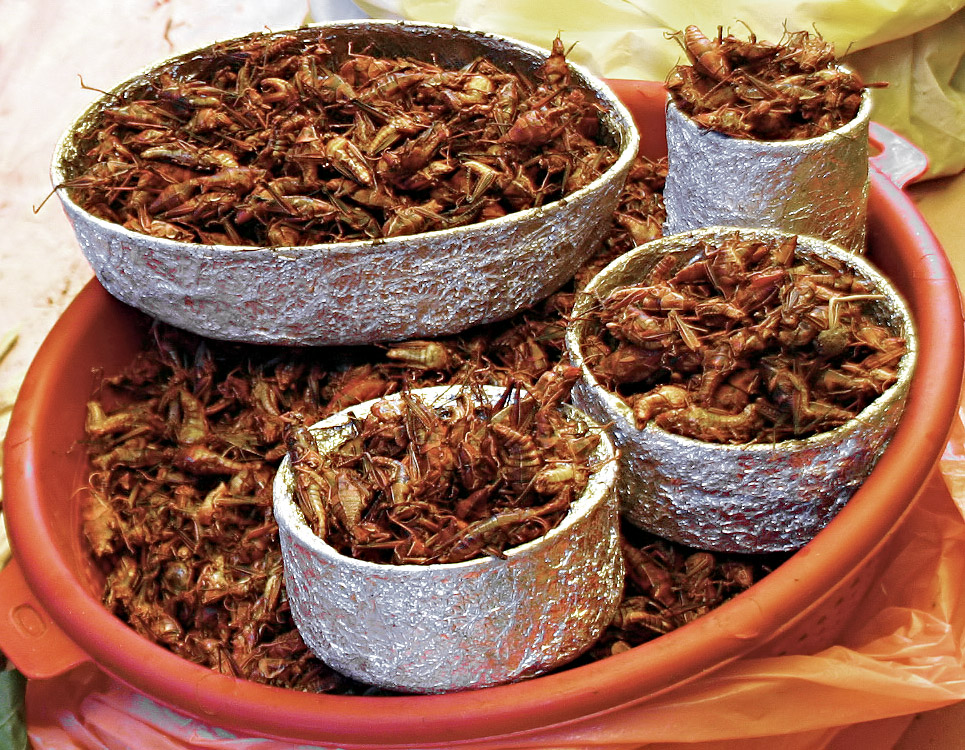
チャプリネス - 炒め揚げしたイナゴ（メキシコ）

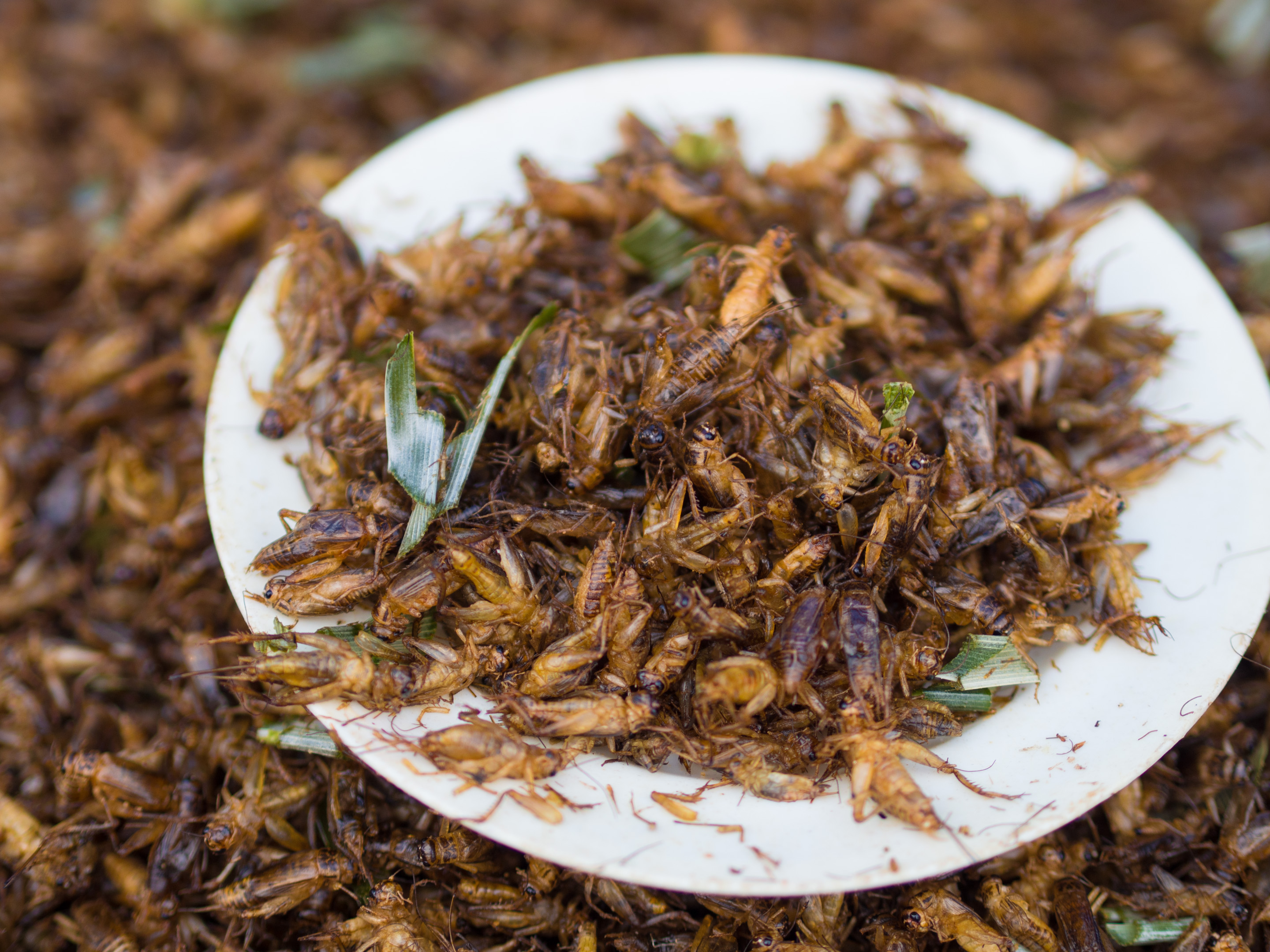
จิ้งหรีดทอด（チンリートート）- フライドコオロギ（タイ）

イナゴ
大量に採りやすいため、日本を含む各国で食用にされている。日本ではコバネイナゴが多い。日本では、醤油・砂糖などで甘辛く煮付けるいなごの佃煮とすることが多いが、中国やタイでは素揚げとする。中国雲南省のケラオ族やハニ族は、初夏に総出で稲田に出て、イナゴやバッタを捕まえて食べ、五穀豊穣を祈る祭りを行っている。古代メソポタミアではイナゴやバッタで魚醤に似た醗酵調味料を作っていた。新約聖書では洗礼者ヨハネが常食したという記述がある 。
ユダヤ教の教義では多くの生物を「不浄な生き物」として食用を禁忌とし、特に昆虫の中では「イナゴ」類（バッタ類）のみを食用可としている（カシュルートを参照）。
バッタ
大型の種がいる地域では、イナゴ同様に食用にされる。古代よりトノサマバッタやサバクトビバッタによる蝗害が度々起こるアフリカや中東地域では、古くから捕まえて食用としていた。中東にルーツがあるイスラム教やユダヤ教は食に関する細かい規則があるが、前述のように預言者や聖人が口にする記述が聖典に記述されており、イナゴと同じく例外的に扱われる（ハラールを参照）。
中国では素揚げや炒め物にして食べる。
コオロギ
中国では「蟋蟀」（シーシュワイ）と呼ぶ。北京ではコオロギを決闘させる遊び「闘蟋」があり養殖も盛んで、素揚げにして出す店もある。タイでは、コオロギなどが伝統的に食べられ、タイ北部やカンボジアではタイワンオオコオロギ（Brachytrupes portentosus、タイ語でジロー・トートと呼ぶ）などの炒め物が食べられている。
ケラ
中国雲南省からタイ北部にかけて、コオロギなどと共に食べられている。

### ハエ目

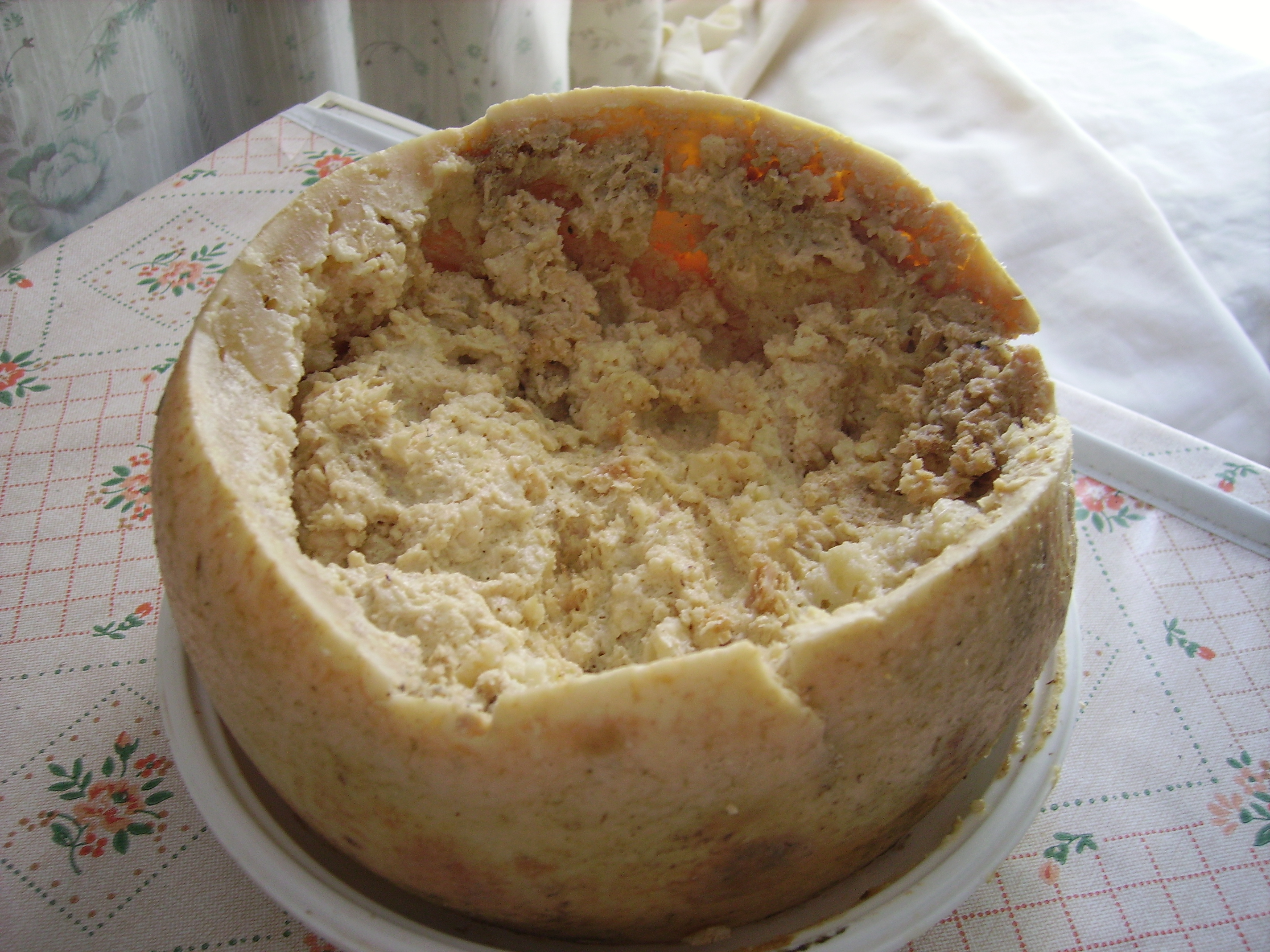
カース・マルツゥ

ハエ
中国河北省には幼虫のウジを「肉芽」（ロウヤー）と呼び変えて食べる地域があるという。
チーズバエ
イタリアのサルディニア島にはチーズバエ (Piophila casei) のウジを湧かせたカース・マルツゥと呼ばれる半硬質チーズがある。
ミギワバエ
北米の先住民はミギワバエという塩水湖に発生するハエの蛹を食べていた。南米先住民も部族によっては食用とされている。
カ
メキシコで人気の昆虫の一つ。蚊の卵を焼いたものにレモン汁をかけて、トルティーヤに挟んで食べる。
ユスリカ
アフリカのヴィクトリア湖沿岸では、大量発生するユスリカの一種を集めてハンバーグのように固めたものを、鉄板で焼いて食べる習慣がある。
ウシバエ属
エスキモーはトナカイの皮下に寄生するトナカイヒフバエ (Hypoderma tarandi) のウジを食べていた。ヨーロッパの更新世の工芸品は、当時ウシバエ属のウジが人類によって食用とされていたことを示している。

### その他
カワゲラ、トビケラ、ヘビトンボなど
日本の長野県伊那谷地方の一部では、カワゲラ、トビケラ、ヘビトンボなどの水生昆虫の幼虫を「ざざむし」と総称し佃煮などにして食用とする。
日本の宮城県白石市斎川で採取されるヘビトンボの幼虫が「孫太郎虫」として、かつては全国的に薬用ないし食用として販売されていた。
シロアリ
中国雲南省からタイ北部にかけて食べられている。中国では、ハマグリなどの二枚貝の肉にシロアリの塩辛を添えたものを「蜃蚳醢」といい、祭祀の供物、王室の御料とした。ハチミツ漬けも珍重される。アフリカの人々や南米の先住民も好んで食べる。
ゴキブリ
かつては世界各地で食用・薬用に利用され、調理法も多岐にわたっていた。ただし近年は清潔な環境下で養殖したものを用いることが殆ど。

## 食用にされる昆虫以外の広義の虫類

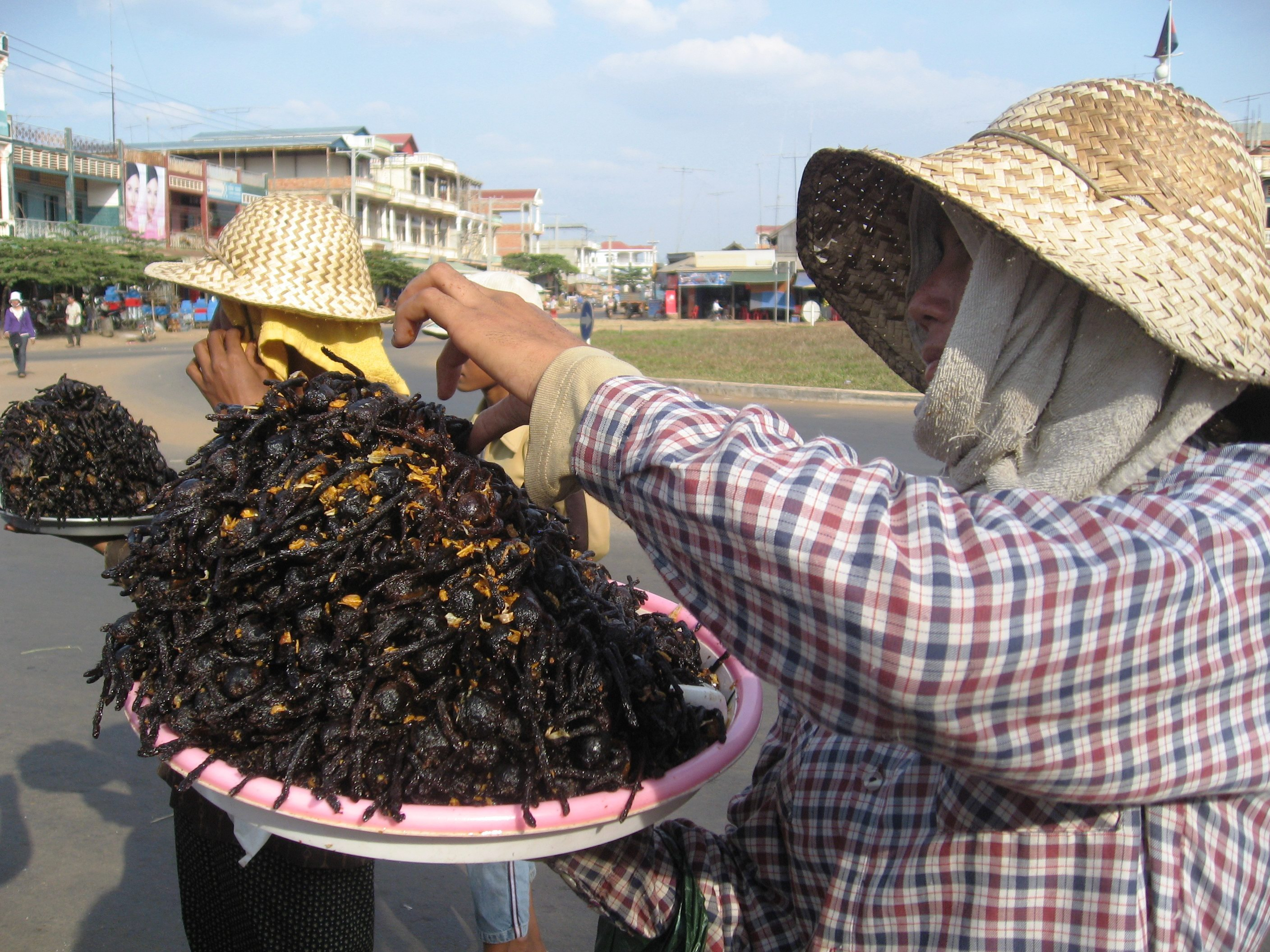
油で揚げたタランチュラ、カンボジア

- サソリの素揚げは、中国山東省の他、北京など広い地域で食べられているため、中国では養殖も盛んである。タイでもよく見られる。
- ムカデの素揚げも中国北京などで出す店がある。
- クモは捕獲しやすく、昆虫に比して外皮が柔らかく比較的美味と言われ、カンボジアなどで食用にされる。タランチュラはカニに似た味がするという（ただし剛毛が生えており、種によっては刺激毛を持ち皮膚などに付着するとかぶれることがあるため、バーナーなどで毛を焼く必要がある）。チョコレートに似た味とする書物もあるが実食によると誤りという。
- 軟体動物のカタツムリもフランス料理ではエスカルゴとして食用にされる。ナメクジも食用となるが、味はカタツムリより落ちるという。カタツムリやナメクジは広東住血線虫などの中間宿主であるので、必ず加熱が必要となる。
- ダニ入りチーズ。ミルベンケーゼと呼ばれるドイツ特産のチーズ。やや苦味があり独特の風味の後味がある。外皮についているダニも一緒に食される。フランス北東部やベルギーのミモレットもダニ入りチーズで有名である。

## 周辺的事例
虫そのものを食べるのではないが、食品とされる例もある。
- 前述のとおり、蜂の分泌したローヤルゼリーや、蜂が一度体内に取り込み酵素と混ぜあわせた（人間に例えれば咀嚼した）蜂蜜など。
- 中国茶には「虫糞茶」と総称される、蛾の幼虫の糞を乾燥させて煎じたものがある。タイでも、グァバの葉を食べるナナフシムシの一種である Eurycena sp. をタクタン・キンマイと呼び、この虫の糞を火で炒って熱湯にかけ、それをお茶として飲むという[62]。

## 工業的な大量生産
伝統的な昆虫食は、天然の昆虫を採集して食べるものだったが、養殖による昆虫食は、品質管理や生産管理ができる。そのため、工業化が可能であり、屋内で餌や環境を管理することにより、問題が起きた時のトレーサビリティ（原材料から製品までの追跡可能性）が確保できる。昆虫の餌には、「非可食資源」として食品加工から出てくる小麦ふすまや米ぬか、おから、可食部以外も含めた廃棄野菜、きのこ生産後に出る廃菌床などの、人の食料と競合しない食品残渣を利用し、廃棄物をタンパク質へと再資源化する生産や研究が行われている。
食品・飼料としての昆虫は、動物性タンパク質のコスト上昇、食品及び飼料の不安、環境圧力、人口増加、中間層のタンパク質に対する需要の増加により、21世紀の重要な課題として浮上した。2013年の「食料安全保障と栄養のための森林に関する国際会議」で、国連食糧農業機関（FAO）は、昆虫は環境負荷の低い有望な食料源であるとし、食糧危機の解決策として昆虫食を推奨した。その後、食用昆虫が世界的な食糧不足の問題を緩和する可能性から、大規模な昆虫食が評価され、従来の家畜に代わるタンパク質源として注目されるようになった。また、SDGs（持続可能な開発目標）の取り組みにも関係し、食用や飼料のために養殖する場合のコスト（餌、水、エネルギー代など）が食肉よりも有利なため、環境負荷の低さの観点から、これらに関心の高い欧米を中心に注目されている。昆虫は完全なタンパク質源（9種類の必須アミノ酸をすべて含む）であり、不飽和脂肪酸、食物繊維、ビタミン類や必須ミネラルも含まれている。

### 持続可能性と環境面でのメリット
国連食糧農業機関（FAO）によると、畜産は、気候変動、大気汚染、土地・土壌・水の劣化、土地利用の懸念、森林破壊、生物多様性の減少に「非常に大きく関与」している。現在から2050年までに食肉生産が倍増すると予測されており、現状の環境負荷を維持するには、生産高単位当たりの負荷を50％削減することが求められる。持続可能な生産システムの確立には、従来の家畜を食用昆虫に大規模に置き換えることが必要だとする研究もあり、そのためには食用昆虫に対する欧米の認識を大きく変え、サプライチェーンに昆虫を取り入れた食料システムを求める経済的な後押しが必要であるとする。
昆虫養殖は従来の家畜を飼育するよりも効率的に植物材料を動物資源に変換する。1キロののタンパク質を生産するために、牛は10 kg、豚は5 kg、鶏は2.5 kgの飼料を必要とするが、コオロギは1.7 kg〜2.1 kgの飼料で生産できる。昆虫生産の水消費量に関する研究は限られており、食用昆虫を1 kg生産するのに必要な水の推定値は分かっていなが、従来の家畜より少ないと考えられる。限られた研究の中でミルワームの生産に必要な水の量を調べた研究によると、ミルワームのタンパク質1グラム生産するのに23Lの水が必要であるとされ、鶏肉34L、豚肉57L、牛肉112Lよりも少ない。昆虫の飼育にもある程度の量の飼料が必要であるが、飼料を生産するには生産量の1000倍の水が必要である、1 kgの羊を生産するには、51 kgの飼料が必要であり、これらを生産するために約51,000リットルが必要であり、1 kgの牛肉を生産するには120 kgから200 kgの飼料であり、この飼料の量には、牛肉1 kg当たり120,000リットルから200,000リットルの水が必要となる、コオロギを1 kg生産するには1.7 kg〜2.1 kgの飼料が必要とされおおよその量が推定できる。畜産の温室効果ガスは、人為的な総排出量の18%を占めているが、昆虫生産で排出される量は豚と同等か少ないく、牛よりもかなり少ない。またアンモニアは従来の家畜より発生量が少ない。昆虫は狭い面積で高密度に飼育でき、限られた空間で効率よく養殖できる。また、食品廃棄物や農作物の残渣でも育てられ、廃棄物を有用なタンパク質へと変換し、育つ過程で生じる糞も肥料へ変換できる。変温動物であることを活かし、低温下の活動しない状態で輸送して生きたまま長期保管も出来る。食用昆虫は家畜に比べて、成長・繁殖のサイクルが非常に早く、コオロギは、通常3週間から1か月で成長し、雌は3 - 4週間で1200 - 1500個の卵を産む。牛は2年で成牛になり、繁殖は1頭に対して4頭である。
しかし、株式会社昆虫食のentomoは、畜産よりも昆虫養殖の暖房費や労力の方が大きく、餌の内容によっては昆虫の仮想水は鶏や豚と大差ない場合もありえるため、昆虫食の環境負荷の低さのみをアピールすることは好ましくなく、昆虫は「美味くて栄養価が高いから」食べるのだとしている。昆虫食のTAKEOは、「昆虫以外にも、食べられるけれども食べていないものはたくさんある」として、「昆虫が唯一の選択肢ということにはなり得ないが、今から昆虫を食べておけば将来的に『食の選択肢』が増える。選択肢が多いというのは豊かな食生活のためにとても大切なこと」と述べている。「Brooklyn Bugs」のジョセフ・ユンも、「食事の選択肢を減らすのではなく、増やすことに努めている」とし、「太古の昔から私たちが食べてきた栄養価が高く、持続可能で、おいしいタンパク質を食事に加えようとしている」のだと述べている。昆虫食ベンチャーのFUTURENAUTは、昆虫食について陰謀論的なものが出回る背景には、環境問題や社会課題ばかりが評価され、怪しく見えたり、強制されている感が出て、拒否反応につながっているのではないかと考察している。
|                          | 二酸化炭素 CO2 | メタン CH4 | メタン CH4   | 一酸化二窒素 N2O | 一酸化二窒素 N2O |
| ------------------------ | -------------- | ---------- | ------------ | ---------------- | ---------------- |
|                          | (g)            | (g)        | CO2換算(g)   | (mg)             | CO2換算(g)       |
| ヨーロッパイエコオロギ   | 1468±971       | 0.0±0.09   | 0.0±0.25     | 5.3±6.05         | 1.4±1.6          |
| ミルワーム               | 1031±349       | 0.1±0.03   | 2.8±0.84     | 25.5±7.70        | 6.8±2.04         |
| トノサマバッタ           | 734±119        | 0.0±0.11   | 0.0±3.08     | 59.5±104.8       | 15.77±27.77      |
| ハナムグリ               | 1539±518       | 4.9±1.96   | 137.2±54.88  | 1.03±1.06        | 0.27±0.28        |
| アルゼンチンモリゴキブリ | 337±51         | 1.4±0.03   | 39.2±0.84    | 5.7±4.05         | 1.51±1.07        |
| 豚                       | 865-1194       | 1.92-3.98  | 53.76-111.44 | 106-3457         | 28.09-916.105    |
| 肉牛                     | 2835           | 114        | 3192         | N/A              | N/A              |

### 養殖・生産・加工
欧米では、ハチミツやコチニール色素などの昆虫製品は一般的だが、昆虫を食べることは一般的でなく、消費者の関心を高めるために、昆虫粉のような認識できない形に加工されてきた。欧米では、環境保護や動物愛護の観点から昆虫食への関心が高まっている。
大規模な養殖では、食用昆虫は厳しい食品法や衛生基準のもとで生産されている。昆虫は卵から幼虫（ミールワーム、レッサーミールワーム）または成虫（コオロギ、イナゴ）まで工業化された昆虫農場で育てられ、温度管理により殺される。殺された昆虫は、凍結乾燥され丸ごと包装されるか、昆虫粉に粉砕され、焼き菓子やスナックなど他の食品に使用される。昆虫は栄養成分や消化率だけでなく、病気のかかりやすさや飼料変換効率、発育速度、世代交代など、生産者が飼育しやすいように品種が選定される。
北米初の大規模昆虫養殖会社「アスパイア・フード・グループ」は、2017年から自動化された機械を使い、羽化から粉末加工までのデータをセンサーとIoT技術で取得し、有機栽培のヨーロッパイエコオロギを育てている。2016年、アメリカで2014年に設立された従業員7名の健康食品会社エクソが、スタートアップ企業への投資を行う電通ベンチャーズから出資を受けた。エクソは、コオロギパウダーを使った健康食品を開発・販売していたが、2018年にアスパイア・フード・グループに買収された。買収後は、アスパイア社のコオロギ食品ブランドとして事業を継続している。
韓国では、2019年に政府主導で、食用昆虫の食品産業を振興させる方針が出され、タイでは、所得向上策として国全体でコオロギ養殖を後押ししている。

#### 日本
- 徳島大学は、約30年前からコオロギの研究をしてきたが、2016年からコオロギの食用としての研究を開始した[7][110]。2019年からクラウドファンディングで徳島大学発のベンチャー企業「グリラス」を立ち上げ、コオロギなどの養殖技術の開発を始めた[7][110]。無印良品はグリラスと協業し、「食糧難や環境問題を考えるきっかけになる」「たんぱく質を豊富に摂取できる食材の1つ」としてコオロギを使用する取り組みを始め、2020年5月にコオロギせんべい、2021年12月にコオロギチョコを発売した[110][111]。コオロギは、荒い粉では異物混入に間違われるため、微細なパウダー状に加工して、トレーサビリティー（原材料から製品までの追跡可能性）を確保している[112][113][114]。しかし、人気によりパウダーの生産が追いつかず、養殖の自動化・機械化が重要になっている[112][113][114]。生産を拡大する上で、餌は品質と安定的な供給量が確保できる食品加工から出る小麦ふすまをベースに食品残渣（フードロス）を使用し、寒い日本でコオロギが越冬できるよう、暖房は間伐材や発電施設の廃熱を利用している[65][112]。グリラスは、2023年までに廃校を整備し、採卵から粉末化までを自動化するシステムを導入することを目指している[7][115]。同じくクラウドファンディングで立ち上げられた株式会社BugMoも、廃校を利用し、食用コオロギを生産することを目指している[7]。
- 2019年7月、高崎経済大学発のベンチャー企業「FUTURENAUT」が創業し、昆虫食品の開発や販売を行っている[116]。FUTURENAUTは、消費者の心理的な抵抗感を減らした昆虫食品の開発を行い、コオロギの飼料に「非可食資源」として人の食料と競合しない米ぬかを使う研究を行っている[66][116]。2020年12月から、敷島製パンと共同でコオロギを使ったシリーズを展開している[116][117][118]。
- 2020年は「日本の昆虫食時代の幕開け」と言われ、無印良品が参入したり、コオロギラーメンなど様々な昆虫食が話題になり、いくつかの都市では昆虫食の自販機も設置された[113][119][120]。11月、日経トレンディ・日経クロストレンドが選ぶ「2021年ヒット予測ランキング」では、コオロギフードが5位にランクインし、東京駅で開催された「虫グルメフェス」に、3000人以上が来場した[113][119][121]。
- 日本は、フードテクノロジーへの投資において他国に決定的に遅れをとっており、2019年の同分野への投資額はアメリカの1％に過ぎなかった[113]。2020年、農林水産省は最先端技術の研究開発で諸外国に追いつくことを目的に、民間企業と「フードテック研究会」を立ち上げた[113]。そして、「植物由来の代替タンパク質源」「昆虫食・昆虫飼料」「スマート育種のうちゲノム編集」「細胞性食品」「食品産業の自動化・省力化」など次世代食料の確保に向け、民間企業と規格のあり方や消費者への普及策などについて意見を交換し、ロートマップ案を策定した[122][123][124]。農水省はフードテック官民協議会の一部会として、昆虫ビジネス部会を設け、2022年に昆虫ビジネス研究開発プラットフォーム（iBPF）が設立され、7月に生産や利用に関する業界ガイドラインが策定された[7][124][125][126]。
また、2020年、内閣府がムーンショット型研究開発制度を創設したが、これは日本発の破壊的イノベーションの創出を目指し、挑戦的な研究開発を推進するために、関係省庁が一体となって推進する新しい制度である[127][128][129]。農林水産省が実施するムーンショット目標5では、2050年までに「余剰農産物や未利用食材の徹底利用と食材の長期保存」「藻類を用いたタンパク質源生産システム」「牛のゲップメタン削減」「環境変化に強い農作物」「減化学肥料・農薬に依存しない害虫防御」などといった研究開発を行い、世界的な食糧問題を解決するための最先端技術の創出を目指している[18][130]。そして、この目標で対象となるプロジェクトの1つに昆虫食がある[131][132][133]。

#### 中国
伝統的に昆虫食を行う中国では、生産が盛んであり、農村の貧困脱却として活用されている。カイコやバッタ、ハチ類などを大規模養殖する試みが進んでいる。日本市場への輸出も検討されている。

### 昆虫食品
次のような加工食品が生産されている。
- 「昆虫粉」：昆虫を粉砕し、フリーズドライにしたもの。
- 「バーガー」：昆虫粉（ミールワームやイエバエ）などを原料としたハンバーガーパティ[136]。
- 「フィットネスバー」：昆虫粉末（ハウスクリケット）を使用したプロテインバー。
- 「パスタ」：小麦粉に昆虫粉（コオロギやミールワーム）を使用したパスタ。
- 「パン」：昆虫粉（コオロギやイエバエ）を使用したパン[137]。フィンランドでは、2017年からコオロギ粉を使ったパンを一般のスーパーマーケットで販売している[138][139]。
- その他、スナック、ビール、牛乳の代替品、アイスクリームなど[140][141][142]。

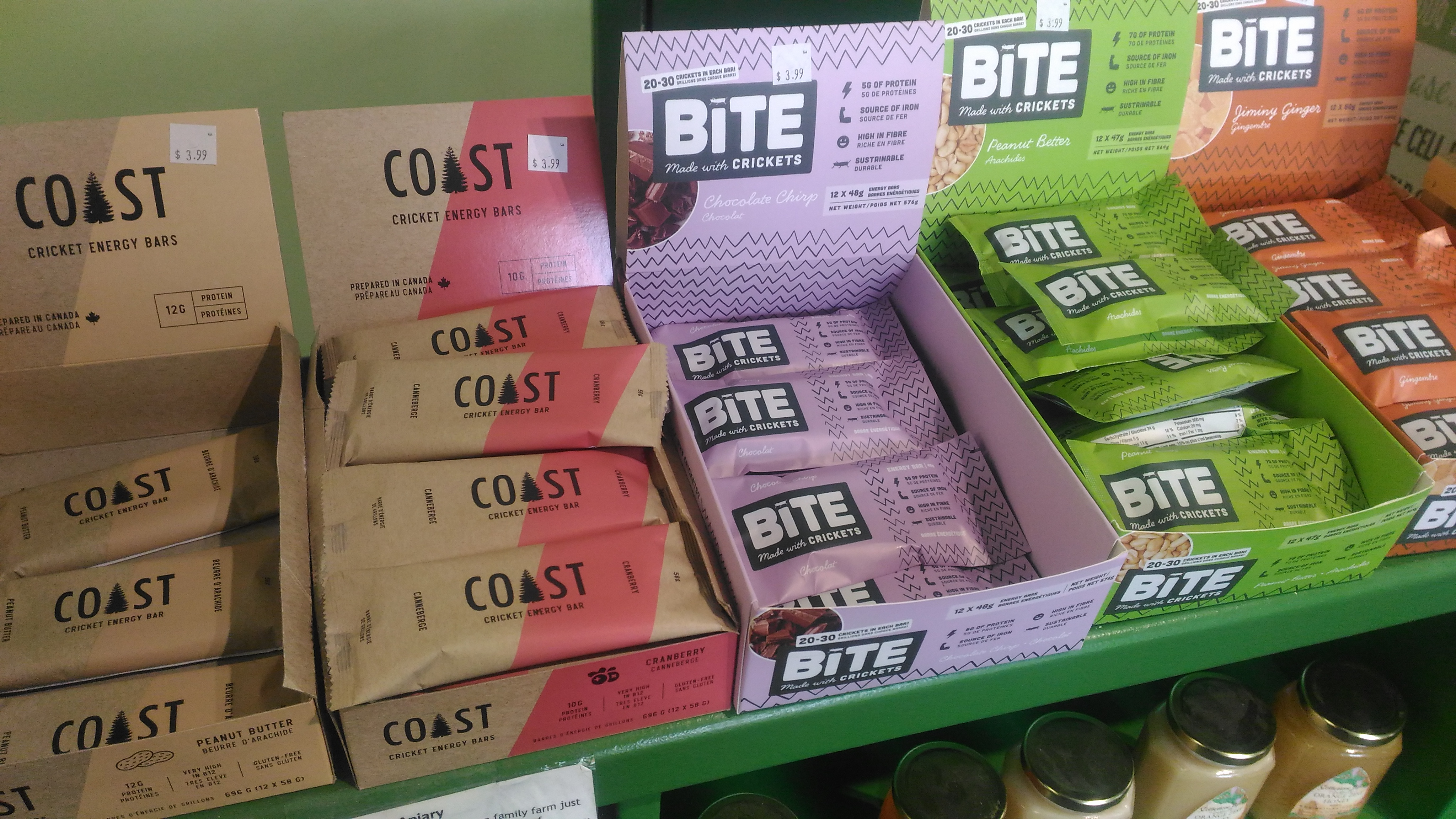
コオロギを使用したプロテインバー
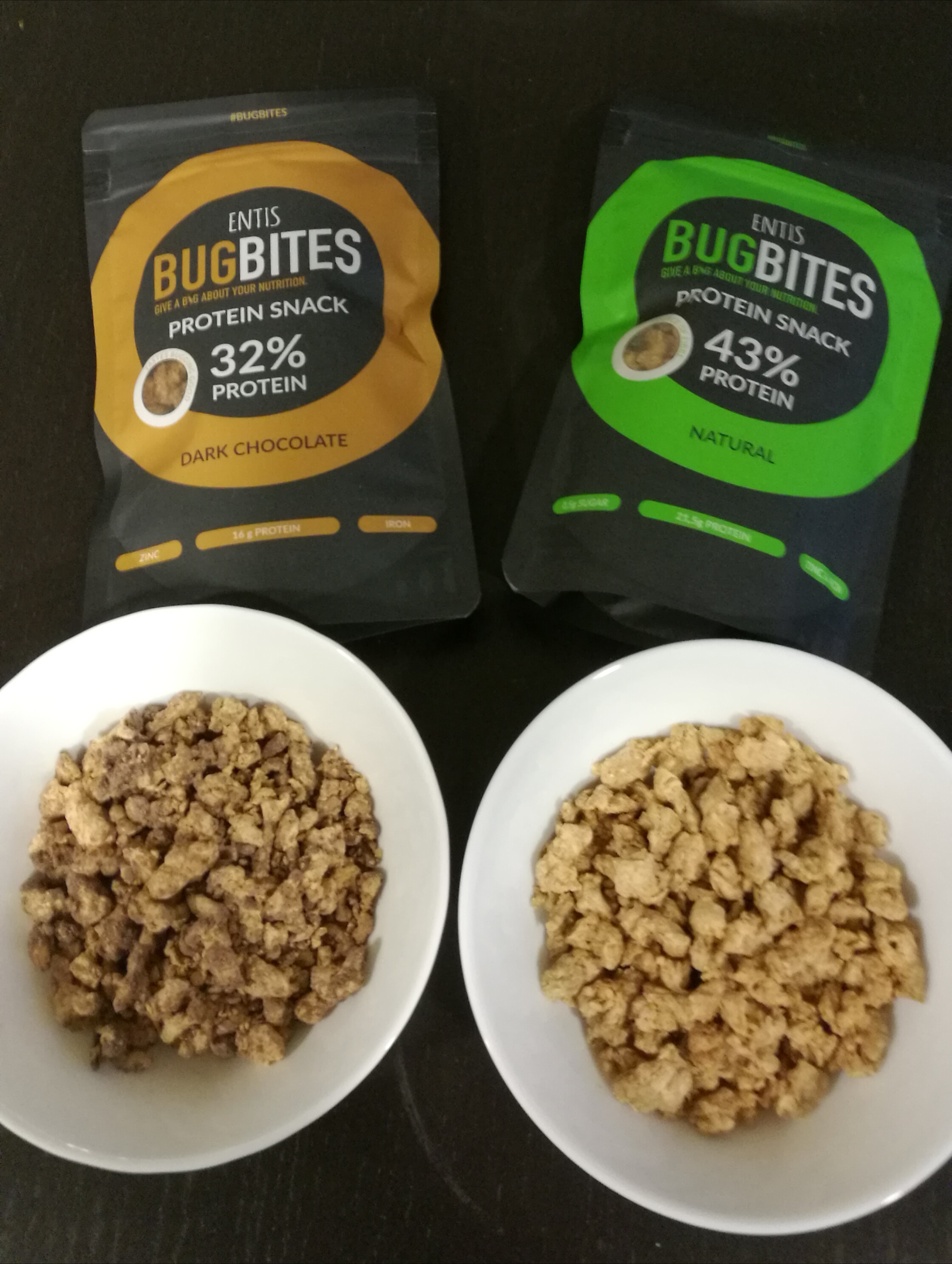
コオロギとオーツ麦を使用したスナック

### 食品の安全性、規制と認可
- 欧州で食用として養殖される場合は、食用昆虫の国際的規格と法的枠組みがある[7][98]。オランダでは、2008年にVENIK（昆虫養殖協会）が設立され、食用昆虫の生産ラインを規定するなど、制度を整備している[18]。フランスでは、2010年にFFPIDI（フランス昆虫養殖・加工・販売業連盟）が結成され、2014年に開催された昆虫養殖業に関するシンポジウムには、130の事業団体が参加した[18]。ベルギーでは、2014年からトノサマバッタをはじめとする数種類の昆虫を食品として認可し、昆虫を使ったハンバーグを販売している[18]。その他、2018年の時点で、デンマーク、オーストリア、スペイン、イギリス、ドイツ、フィンランド、スイスなどで昆虫の養殖・販売が行われている[138]。
欧州連合（EU）では、2018年1月に昆虫を食品として認めることを明記した法律「EU新食品規定（規則 (EU) 2015/2283）」が施行され、衛生面での審査が通れば、食用昆虫を新規食品として販売できるようになった[143][144][145]。これにより、昆虫は食品としてEU全域での流通が可能となり、市場の拡大が期待されている[138]。2021 - 2023年にかけて欧州食品安全機関（EFSA）は、ミールワーム（乾燥）、イエバエ（冷凍・乾燥・粉末）、トノサマバッタ（冷凍・乾燥・粉末、部分脱脂粉末）、ヨーロッパイエコオロギ（冷凍・乾燥）、ガイマイゴミムシダマシ（冷凍/ペースト/乾燥/粉末）などについて安全性を確認し、欧州委員会はそれらの食用昆虫を新規食品として認可した[146][147][148][149]。2022年11月、欧州の「IPIFF（International Platform of Insects for Food and Feed）」は、与えて良い餌についてなど昆虫に関わるルールを体系化したガイドラインを発行し、昆虫の事業化推進に向けてプロセスを統一する動きも活発化している[123][150][151]。
- 北米では、他の食品と同じ安全性が求められる[7][98]。カナダでは、他の食品と同じ基準やガイドラインに従い、アメリカでは、昆虫食品はFDA規格と食品表示規制（アレルギーリスク表示を含む）に準拠する必要がある[98][152][153]。
- タイは、2017年に世界に先駆けて食用コオロギ養殖の安全管理基準（GAP）が設けられる等、世界でも有数の食用昆虫養殖普及国である[7][115]。
- 日本では、2020年に政府がフードテック官民協議会の一部会として、昆虫ビジネス部会を設け、2022年から昆虫ビジネス研究開発プラットフォーム（iBPF）が設立され、日本で初めて食用・飼料用コオロギ養殖についてのガイドラインが策定された[7][125][154]。輸入品については、食品衛生法により厚生労働省検疫所で審査を行っている[92]。しかし、まだ衛生面やアレルギーなどの安全性に関する明確な法規制はなく、事業者が自主的にアレルギー表示などを行っている[11][155]。

## 混乱・臆測・陰謀論

### 日本
- 2022年11月と2023年2月の2回、徳島県の高校の食物科で、調理実習の一環としてチケットを購入した希望者に、徳島大のベンチャー企業「グリラス」のコオロギ粉末を使ったメニューを含む給食を提供した[65][156][157]。そして、その様子がネットニュースで報じられると、「子供に食べさせるな」という保護者以外からのクレームの電話が殺到した[65][156]。食用コオロギが学校給食に使われたのはこれが国内初とされるが、3回目以降は考えられないという[158]。その他、「文科省が仕掛けた大掛かりな利権」「ダボス会議で世界から褒められたいから」「SDGsやってる感に起因する」など、様々な情報が広がった[159]。
- 2022年7月から、航空会社「ZIPAIR Tokyo」は「グリラス」と提携してコオロギパウダーを使った機内食を提供しているが、2023年2月になってSNSなどで批判が寄せられた[160][161]。ZIPAIRは、事前予約を受けた希望者に、20 - 30品あるメニューの中の2品としてこの機内食を提供している[160][162]。
- 2023年2月に、SNSで「昆虫食を推している日本企業&研究機関MAP」が拡散され、中に記載されていた酒田米菓に反発する声が上がった[163]。2023年3月2日、酒田米菓は社長名義の文書を公開し、「自社商品にはコオロギパウダー等の原料は『すべての商品を対象』に一切使用しておりません」「原材料として使用しているものに関しては、『必ず原材料の表示の中に記載する』ということが食品表示法に基づき表示させなければいけない義務がございます」と否定した[163][164][165]。
- 2023年2月23日、有本香と百田尚樹は、1年前の「2022年2月に河野太郎がコオロギを試食した」というニュースを見て、「コオロギ食べない連合」を立ち上げ、呼びかけた[166]。ネット上では、河野大臣が「コオロギ食の代表」として扱われ、Twitterで「コオロギ太郎」がトレンド入りした[166]。河野大臣はこの件について、「www 疲れる」とだけツイートしたが[166][167]、炎上は長期化し、3月30日に行われた衆議院消費者問題特別委員会で批判者は陰謀論者であると述べ、4月1日にはツイッターで「特に推進しているわけでもありません」「ダボス会議も関係ありません」などと釈明をした[168]。
- 2023年2月24日、Pascoで知られる敷島製パンのコオロギパウダー入り商品が話題になり、電凸や不買を呼びかける投稿が広まった[118]。敷島製パンは、将来の食糧不安に備えて、2020年12月から高崎経済大発のベンチャー企業「FUTURENAUT」と共同でコオロギを使ったシリーズを展開している[117][118]。2月28日までに、シリーズの商品サイトには「コオロギパウダーを使用した製品はオンラインのみ数量限定販売であり、他の製品とは別の工場建屋、製造ライン、製造スタッフで作られているため、他商品にコオロギパウダーが混入する可能性はない」という注意事項が掲載された[159][166][169]。FUTURENAUTもQ&Aを公開し、質問の「コオロギには酸化グラフェンが含まれているという研究を見ました」には「弊社ではそのような学術研究があることを把握しておりません。ご覧になった査読付き研究論文をご提示ください」と回答し、「寄生虫についてどう対応していますか」には「寄生虫は、魚介類、食肉、野菜など、自然の中から調達するすべての食材に等しく関わる問題で、食用コオロギのみに当てはまるものではありません。弊社でご提供する食用コオロギは、管理された養殖場内で飼育し、その後十分な加熱殺菌、乾燥処理をした加工食品であるため、寄生虫への懸念については、他の一般的な加工食品と同様と考えております」と説明している[118][155]。また、「科学的根拠のない風評の流布」については、顧問弁護士と相談の上、厳正に対処するとしている[118][155]。
- 昆虫食の是非以上にSDGs推進への反発が理由という声もある[170]。テレビ解説者の木村隆志は、「コオロギ給食はSDGsをテーマにした授業の一環で作った」という経緯への反発があるとし、「国も企業もメディアも、何かの免罪符のようにSDGsの推進を掲げていますが、ネット上を見る限り、『意識高い系の人々による同調圧力を感じて息苦しさを感じている』というニュアンスの声が少なくありません」としている[171]。
- 「コオロギ養殖には手厚い補助金が出ている」という話が広まっているが、農林水産省管轄の事業支援である認定農業者制度は、農業や畜産全体にまつわる事業が広く対象となっていて、コオロギ養殖だけの特別な優遇ではない[159][166][172]。また主に経済産業省中小企業庁管轄の事業支援である、京都府・京都産業21補助金事業[173]や広島県・ひろしまサンドボックス実装支援事業[174]等に於いても他業種含めた検討の上でコオロギ事業は支援対象となっている。「コオロギ事業に6兆円の予算が使われている」と2023年2月15日頃からSNS上に誤った情報が広まっているが、農林水産関係の2022年度の予算は約2兆2千億円と、予算全体の規模からもかけ離れている[175][176]。6兆円の元となったのは、「SDGs関連予算」の「SDGsアクションプラン2021」（予算総額6.5兆円）だとみられるが、このプランは各省庁のさまざまなSDGs事業を取りまとめて、「日本政府として取り組んでいる規模感」を提示したものであり、この中に「昆虫食」「コオロギ事業」という項目はない[175][177]。実態として、主な事業資金調達先は投資ファンド等、民間である[178][179][180]。
- 「内閣府食品安全委員会が、コオロギ食を危険だとして警鐘を鳴らしている」という話が広まっているが、内閣府は2018年の欧州食品安全機関（EFSA）の文書を紹介しているだけである[181][182]。食品の細菌や生物濃縮などの問題は昆虫食だけのものではなく、しっかり加熱したり、餌を改良すればよく、食物アレルギーに関しては甲殻類アレルギーの人は食べないようにすればよい[182][183][184]。また、食用コオロギは管理下で飼育されており、雑食している野生のコオロギとは別物である[182][185]。EFSAは、2021年にヨーロッパイエコオロギ（冷凍・乾燥）などについて、甲殻類等のアレルギー以外の安全性を確認し、2022年に欧州委員会は新規食品として認可している[148][186][187]。
- 実業家のひろゆきがツイートした「昆虫食コンテストの優勝者が死んだのは、昆虫には謎の寄生虫や細菌や毒がある可能性があるから」という話が広まっているが[188]、優勝者は衛生的に飼育されたゴキブリやミミズなど160匹の昆虫を食べて優勝し、その直後に倒れて窒息で死亡している[189][190]。他の参加者に気分の悪くなった人はいない[189][190]。また、「ゴキブリを生で食べると死ぬ」という都市伝説があるが、ゴキブリ自体に毒性はなく、生きたまま食べても直接死につながるわけではない[189][190]。野生の場合はサルモネラ菌などに汚染されている可能性が高いが、食用のものは屋内で衛生的に飼育されている[189][190]。

### 世界
- 2022年6月、カナダでペットフード用のコオロギ工場が完成したが、「政府が私たちに密かに昆虫を食べさせる準備を進めている」「人民がすべてを所有することを止めるための『グレートリセット』計画の一部である」という世界的な陰謀論の対象になった[12]。この陰謀論は、英語と中国語の誤報を流す人々によって拡散され、現職の国会議員や保守党の指導者候補などの多くの政治家も、自分たちの意図に合わせ、脚色して拡散した[12]。ある保守党議員は、COVID-19ワクチン接種の義務化に反対するフリーダム・コンボイと結びつけた投稿を行い、保守党の指導者候補は、コオロギ工場が、政府による従来の肉の段階的廃止という大きな計画の一部であることを示唆した[12]。
- 2023年2月、イギリスの環境運動家が、車を使わずに徒歩15分以内でどこでも行ける都市の構想をツイートしたところ、「ビル・ゲイツが人々に昆虫を食べさせようとしている」などの「グレートリセット」の思想に基づく陰謀論者の怒りをかった[191]。2月上旬には与党保守党の国会議員であるニック・フレッチャーが議会でこの陰謀論に言及し、15分都市を「個人の自由を奪う」「世界規模の社会主義思想」であると呼び、2月中旬には、抗議デモも行われた[191]。この「15分都市陰謀論」のルーツは、2020年に化石燃料ロビーに関係する活動家が広めようとした「政府が人々の車の使用、肉食、割り当てられた地区以外への移動を禁止する『気候ロックダウン（都市封鎖）』をしようとしている」という発想であり、2020年の世界経済フォーラム（WEF）によるパンデミック後の格差・気候危機対策に取り組む復興計画「グレート・リセット」に乗って勢いを増した[191][192]。2021年夏頃には、アメリカの右派論客に取り上げられ、FOXニュースも「気候ロックダウン」「グレートリセット」を陰謀の要素を強調して報道した[191][192]。
- 「グレート・リセット」陰謀論は、「世界の常識や通念が『悪しき政府』によって根幹からひっくり返されようとしている」というものであり、その中には「リベラルな世界秩序が昆虫食を奨励しようとしている」「世界のエリートは自分たちだけが美味しいステーキを独占し、それ以外の者たちには虫を食事として押し付けようとしている」「パンデミック対策やワクチン接種の義務化などは、権力を強化し、個人の主権を弱めるための手段である」「資本主義が終わりを迎えて共産主義になろうとしている」などがあるが、2022年に世界経済フォーラム（WEF）が、昆虫を気候変動を遅らせることができる代替タンパク源として注目するレポートを発表したことも、昆虫食陰謀論を加速させた[12][94][193]。この陰謀論は、反ロックダウン・反ワクチン活動家、反ユダヤ主義者、Qアノン信者、トランプ支持者、気候変動否定派、極右などによって支持されている[191][192][194]。
- 「スタバのクリームパイはジャンボタニシの卵をモチーフにしていて、これは昆虫食に抵抗をなくさせるための陰謀である」。
ジャンボタニシは昆虫ではなく、食用に養殖されていた巻貝[195]。
- 「コオロギは雑食だから闇（ディープステート）側で、日本で伝統的に食べられてきたイナゴは稲しか食べない虫だから光側」[195]。
- 「世界の支配層は爬虫類人間なので、虫を食料にすることを発想する。地球温暖化も虫を食べさせるための嘘。ロスチャイルド家が国際連合食糧農業機関（FAO）を操っている」[195]。
- 「聖書では虫を食べることは禁じられているが、その逆をやりたがるのが、悪魔崇拝である支配層[195]」。
- 「旧約聖書のレビ記ではイナゴ以外の虫を食べることを禁じているが、2017年にコオロギも食べてよいと書き換えられた[196]」。
レビ記の記述はヘブライ語原文の解釈が難しく、「食べてよい4種類の虫」にコオロギを含めるか否かは古くから翻訳者によって見解が分かれている。ただ、2017年に書き換えられたということは確認できない[196]。
2017年に改訂された新日本聖書刊行会訳の『新改訳聖書』では、「いなごの類、毛のないいなごの類、コオロギの類、バッタの類」とされているが、1970年の旧訳もこの部分はほとんど同じ記述で以前からコオロギを食べてよいものに含める解釈を取っている[196][197]。
一方で日本聖書協会訳の『新共同訳』ではコオロギを含めていない。1987年の版では「いなごの類、羽ながいなごの類、大いなごの類、小いなごの類」、2018年の版では「ばったの類、羽ながばったの類、大ばったの類、小ばったの類」とされ、改訂で解釈が変わっているがいずれもコオロギを含めない点は同じである[196]。
- 「欧州全域で、粉末状のコオロギなどの『虫の添加物』を、ピザやパスタ、シリアル、ビスケット他などに「必ず入れる」と決定したが、これは昆虫食を既成事実化し『お前らはもう虫が食えるので、農場（肉）はいらない』という流れにするためである」。
欧州が決定したのは新規食品として承認すること[198]。
- 「コオロギの外骨格であるキチン質に発がん性物質が含まれていて、ワクチンで免疫を下げたところに虫を食べさせ、がん利権を狙っている」。
エビやカニなど甲殻類の殻にもキチン質が豊富に含まれる[195]。